# Metropolitana di Parigi
La metropolitana di Parigi (in francese: Métro de Paris) è la metropolitana a servizio della città di Parigi, in Francia. Inizialmente chiamato Chemin de Fer Métropolitain ("Ferrovia Metropolitana"), divenne poi Métropolitain, quindi rapidamente abbreviato in Métro.
La prima linea fu aperta in occasione dell'Expo 1900: da allora la rete si estese molto rapidamente nel territorio parigino fino alla seconda guerra mondiale. Dopo una "pausa" tra gli anni cinquanta e gli anni settanta, lo sviluppo della metropolitana è ripartito, estendendosi fino alla banlieue. Le scelte fatte all'atto del suo sviluppo (poca distanza fra le stazioni, scarsa capienza dei treni) rendono ardue le possibilità di ulteriori estensioni, che tuttavia procedono a ritmi elevati. L'ultima tratta (la linea 14, totalmente automatica) è entrata in funzione nel 1998.
La rete metropolitana è lunga 245,6 km consta di 16 linee perlopiù sotterranee e ha 321 stazioni dopo i prolungamenti delle linee 11 e 14 nel 2024. È la seconda rete metropolitana per frequentazione in Europa dopo la metropolitana di Mosca  ed è la quarta rete per estensione, dopo la metropolitana di Mosca, la metropolitana di Londra e quella di Madrid. È gestita dalla Régie autonome des transports parisiens (RATP), per conto di Île-de-France Mobilités (IDFM) con il quale stipula un contratto di servizio pluriennale.
Oltre alla metropolitana, il centro di Parigi e la sua periferia sono serviti da cinque linee di RER (rete di 602 kilometri con 257 stazioni), collegate con la rete metropolitana, quattordici linee di tram (186,6 km con 278 stazioni), nove linee ferroviare suburbane Transilien (1299 kilometri con 392 stazioni) e tre treni leggeri di tipo VAL negli aeroporti di Roissy-Charles de Gaulle e Orly.
Il servizio passeggeri della metropolitana parigina inizia tra le ore 5:27 (linea 3 bis da Porte des Lilas) e le 5:31 (linea 7 bis da Pré-Saint-Gervais) e termina l'indomani alle ore 1:15. In media nelle ore di punta c'è un treno ogni due minuti (un minuto e mezzo per le linee 1 e 4, le più affollate). Nelle ore di bassa affluenza, la frequenza è di quattro minuti, che salgono a otto in serata.

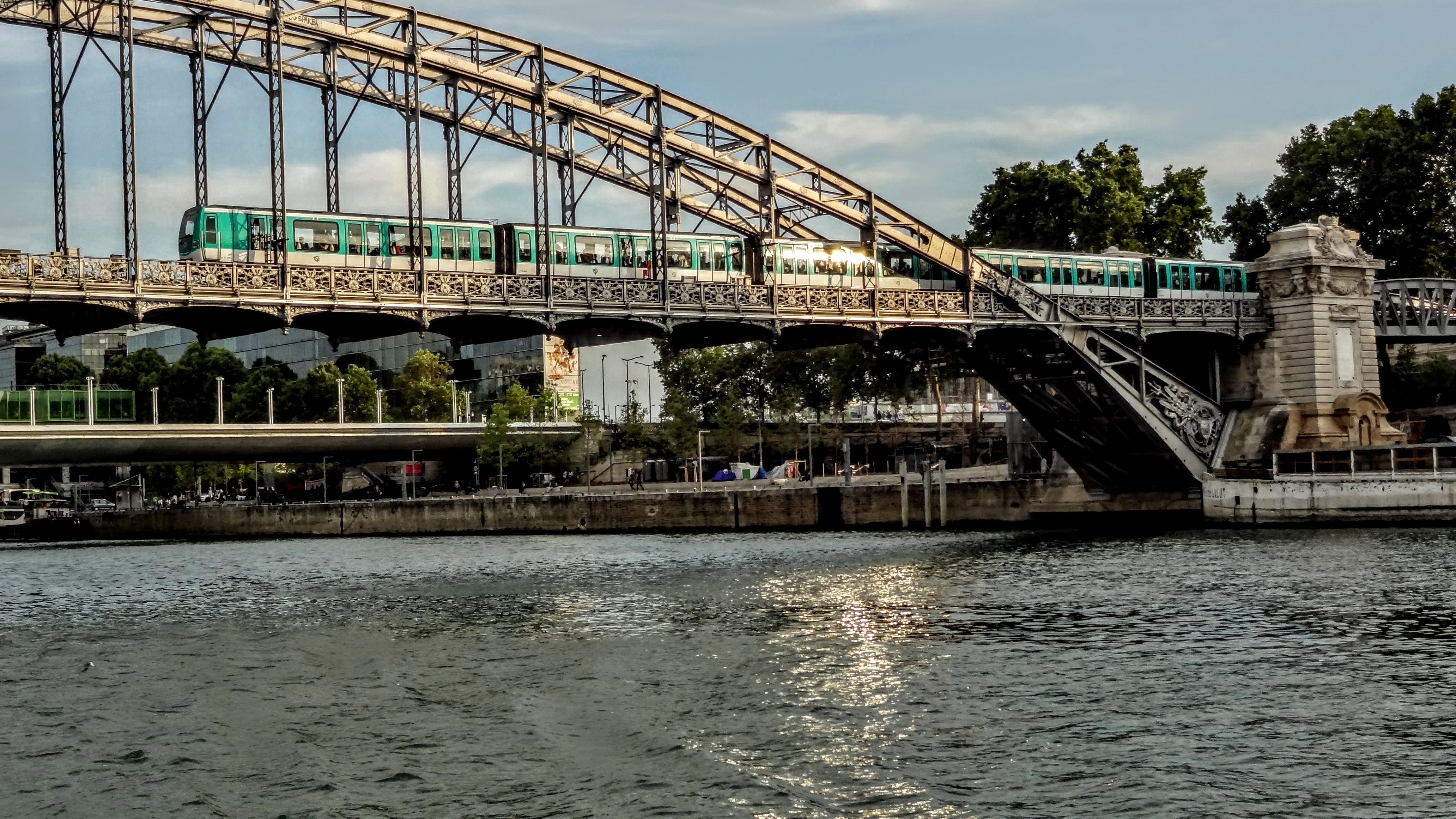
La linea 5 passa sopra la Senna sul viadotto d'Austerlitz.

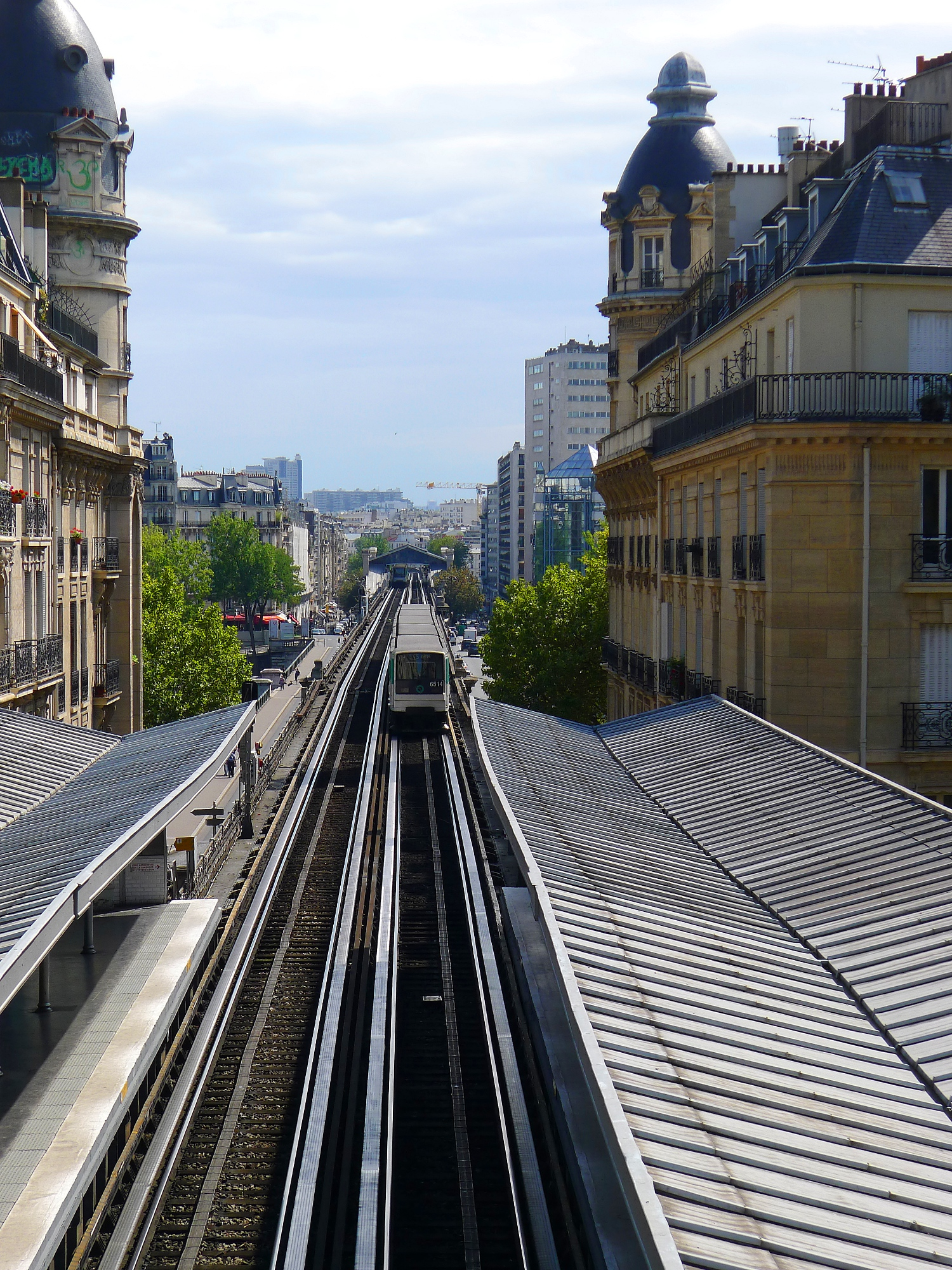
Treno MP 73 della linea 6 in corsa su un viadotto verso la stazione di Passy, nel settembre 2011

## La rete

### Dati generali
La rete metropolitana parigina assicura un servizio capillare nel centro cittadino, con una distanza media di 548 m tra le stazioni. La periferia non è servita da linee ad hoc, ma solo dai prolungamenti di quelle principali, sicché per andare da una zona a un'altra della periferia bisogna per forza passare dal centro. La scarsa velocità commerciale impedisce invece di servire la grande couronne (dipartimenti confinanti con Parigi).
Le rete è perlopiù sotterranea (197 km su 226); i tratti in superficie si sviluppano su viadotto a Parigi centro (linee 1, 2, 5 e 6) e a livello del terreno in periferia (linee 1, 5, 8 e 13). I tunnel sono spesso vicini alla superficie, a causa della natura cedevole del sottosuolo parigino, fatto salvo rari casi (come nella zona di Montmartre o di Ménilmontant); ciò costringe le linee a seguire il tracciato delle strade soprastanti: non sono rare le curve con meno di 75 m di raggio (Bastille, Notre Dame de Lorette ecc.).
Ogni linea consta di due binari, per cui, ciò impedisce di effettuare servizi espresso: tutti i treni fermano in tutte le stazioni. Le linee 7 e 13 presentano anche delle biforcazioni, servite alternativamente. Il tunnel è quasi sempre unico (non c'è separazione tra i binari). La circolazione è a destra, lo scartamento è di 1,435 m (standard) e l'alimentazione è a 750 volt CC tramite terza rotaia.

### Le linee
La rete si compone attualmente di 16 linee:
| Linea  | Inizio                                  | Fine                                   | Inaugurazione | Ultima estensione | Lunghezza | Stazioni | Tempo di percorrenza  |
| ------ | --------------------------------------- | -------------------------------------- | ------------- | ----------------- | --------- | -------- | --------------------- |
|        | La Défense                              | Château de Vincennes                   | 1900          | 1992              | 16,6 km   | 25       | 37 minuti             |
|        | Porte Dauphine                          | Nation                                 | 1900          | 1903              | 12,3 km   | 25       | 34 minuti             |
|        | Pont de Levallois-Bécon                 | Gallieni                               | 1904          | 1971              | 11,7 km   | 25       | 32 minuti             |
|        | Gambetta                                | Porte des Lilas                        | 1971          | -                 | 1,3 km    | 4        | 4 minuti              |
|        | Porte de Clignancourt                   | Bagneux-Lucie Aubrac                   | 1908          | 2022              | 14 km     | 31       | 35 minuti             |
|        | Bobigny-Pablo Picasso                   | Place d'Italie                         | 1906          | 1985              | 14,6 km   | 22       | 35 minuti             |
|        | Charles de Gaulle-Étoile                | Nation                                 | 1907          | 1942              | 13,7 km   | 28       | 34 minuti             |
|        | La Courneuve-8 Mai 1945                 | Villejuif-Louis Aragon / Mairie d'Ivry | 1910          | 1987              | 22,5 km   | 38       | 46 minuti / 46 minuti |
|        | Louis Blanc                             | Pré Saint-Gervais                      | 1967          | -                 | 3,1 km    | 8        | 9 minuti              |
|        | Balard                                  | Créteil-Pointe du Lac                  | 1913          | 2011              | 23,4 km   | 38       | 52 minuti             |
|        | Pont de Sèvres                          | Mairie de Montreuil                    | 1922          | 1937              | 19,6 km   | 37       | 51 minuti             |
|        | Boulogne-Pont de Saint-Cloud            | Gare d'Austerlitz                      | 1923          | 1981              | 11,7      | 23       | 28 minuti             |
|        | Châtelet                                | Rosny-Bois-Perrier                     | 1935          | 2024              | 11,7 km   | 19       | 25 minuti             |
|        | Mairie d'Aubervilliers                  | Mairie d'Issy                          | 1910          | 2022              | 17,2 km   | 31       | 44 minuti             |
|        | Les Courtilles / Saint-Denis-Université | Châtillon-Montrouge                    | 1911          | 2008              | 24,4 km   | 32       | 36 minuti / 39 minuti |
|        | Saint-Denis Pleyel                      | Aéroport d'Orly                        | 1998          | 2024              | 27,8 km   | 20       | 42 minuti             |
| Totale | Totale                                  | Totale                                 | Totale        | Totale            | 245,6 km  | 404      | -                     |

## Storia
La prima linea della metropolitana fu aperta senza cerimonia il 19 luglio 1900, durante l'Esposizione Universale. Il sistema fu esteso rapidamente fino alla prima guerra mondiale e il primo nucleo fu completato nel 1920, e le estensioni in periferia furono costruite nel 1930. Durante questo periodo fu creata anche la linea 11.
La rete metropolitana ha raggiunto la saturazione solo dopo la seconda guerra mondiale. La Métro introdusse anche nuovi treni per alleviare il traffico. Ulteriori miglioramenti furono, ad esempio, brevi distanze tra le stazioni. Una soluzione migliore fu una seconda rete, la RER, sviluppata dal 1960. Con questa seconda rete la metropolitana parigina raggiunge gli 800 km.
Alla fine degli anni novanta la linea automatica 14 entrò in servizio per alleviare il traffico sulla RER A.

## Traffico

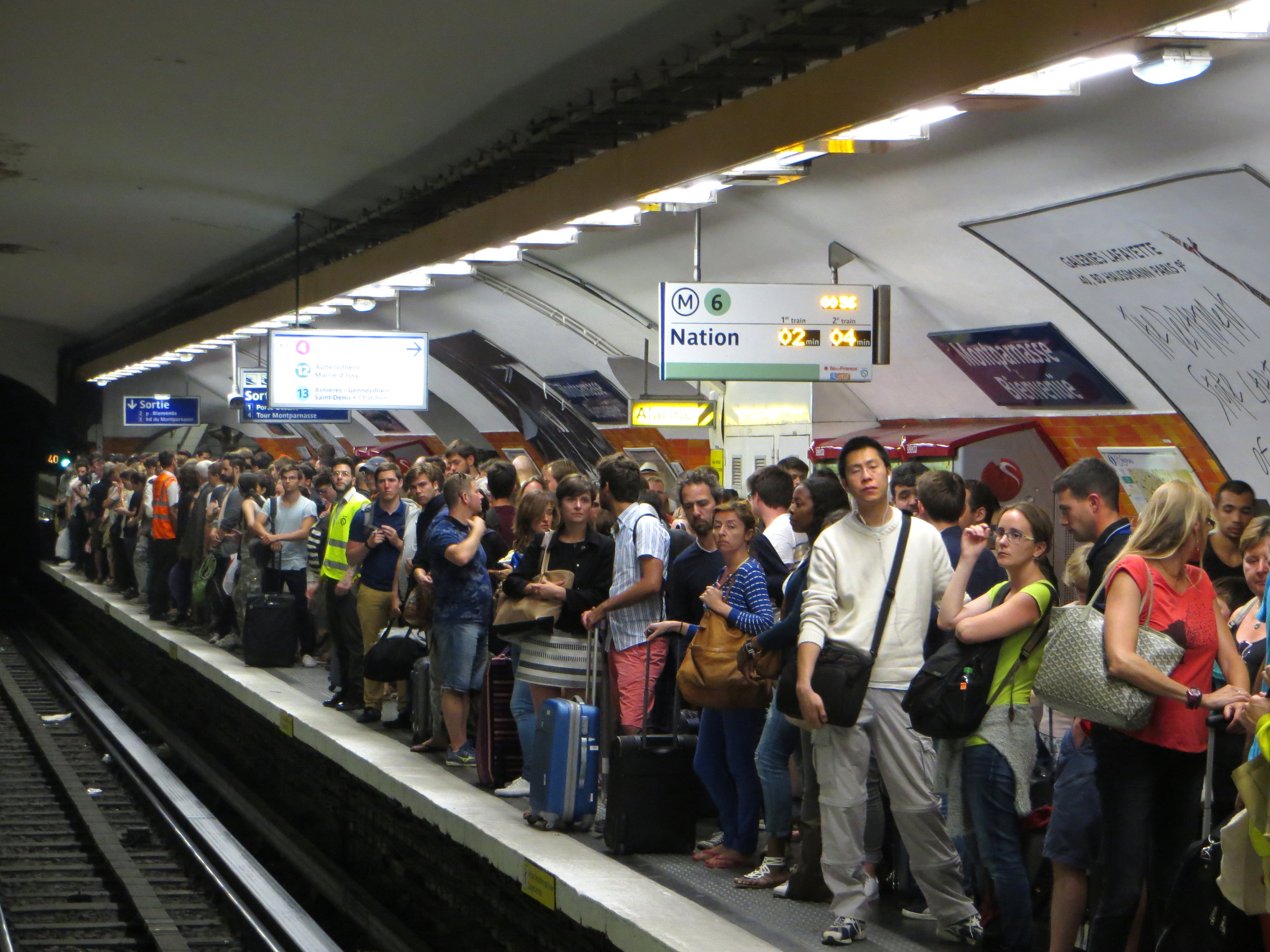
La stazione Montparnasse-Bienvenüe (linea 6).

In 10 anni la frequentazione della metropolitana è cresciuta del 30%: il numero di viaggiatori è passato da 1,03 miliardi nel 1995 a 1,37 nel 2005. Le abitudini dell'utente medio si sono a loro volta evolute: nei fine settimana il traffico si è moltiplicato per 1,5 nel giro di 10 anni; la punta di traffico mattutina si concentra intorno alle 8:30, la punta serale verso le 20:30.
Con l'aumento dei viaggiatori trasportati, le linee più frequentate (1, 4, 13) hanno visto un peggioramento delle condizioni di trasporto: il caldo opprimente (indotto anche dai freni reostatici dei convogli) e l'assenza di climatizzatori hanno spesso causato malesseri. Tale problema dovrebbe comunque risolversi con l'implementazione di treni più moderni e il rinnovamento di quelli esistenti.
Nel 2008 le stazioni più frequentate (in milioni di viaggiatori) sono state: Gare du Nord (47,8), Saint-Lazare (38,9), Gare de Lyon (35,9), Montparnasse - Bienvenüe (30,8), Gare de l'Est (17,7), République (16,9), Bibliothèque François Mitterrand (15,4), La Défense (14,5), Châtelet (14,5), Bastille (14,2).
Secondo studi effettuati nel 2009, la rete trasportava circa 4,05 milioni di viaggiatori al giorno, 1,479 miliardi all'anno.
Sui 25 milioni di persone che quotidianamente si spostano su mezzi meccanici nel territorio parigino, la metropolitana costituisce il 18% del totale, seguita dagli autobus (16%) e da RER e Transilien (15%). Per i due milioni di abitanti del centro della città tale percentuale sale invece al 50% (1,5 milioni di passeggeri tra metro e RER), seguita da veicoli privati (26%) e bus (17%).

## Le stazioni

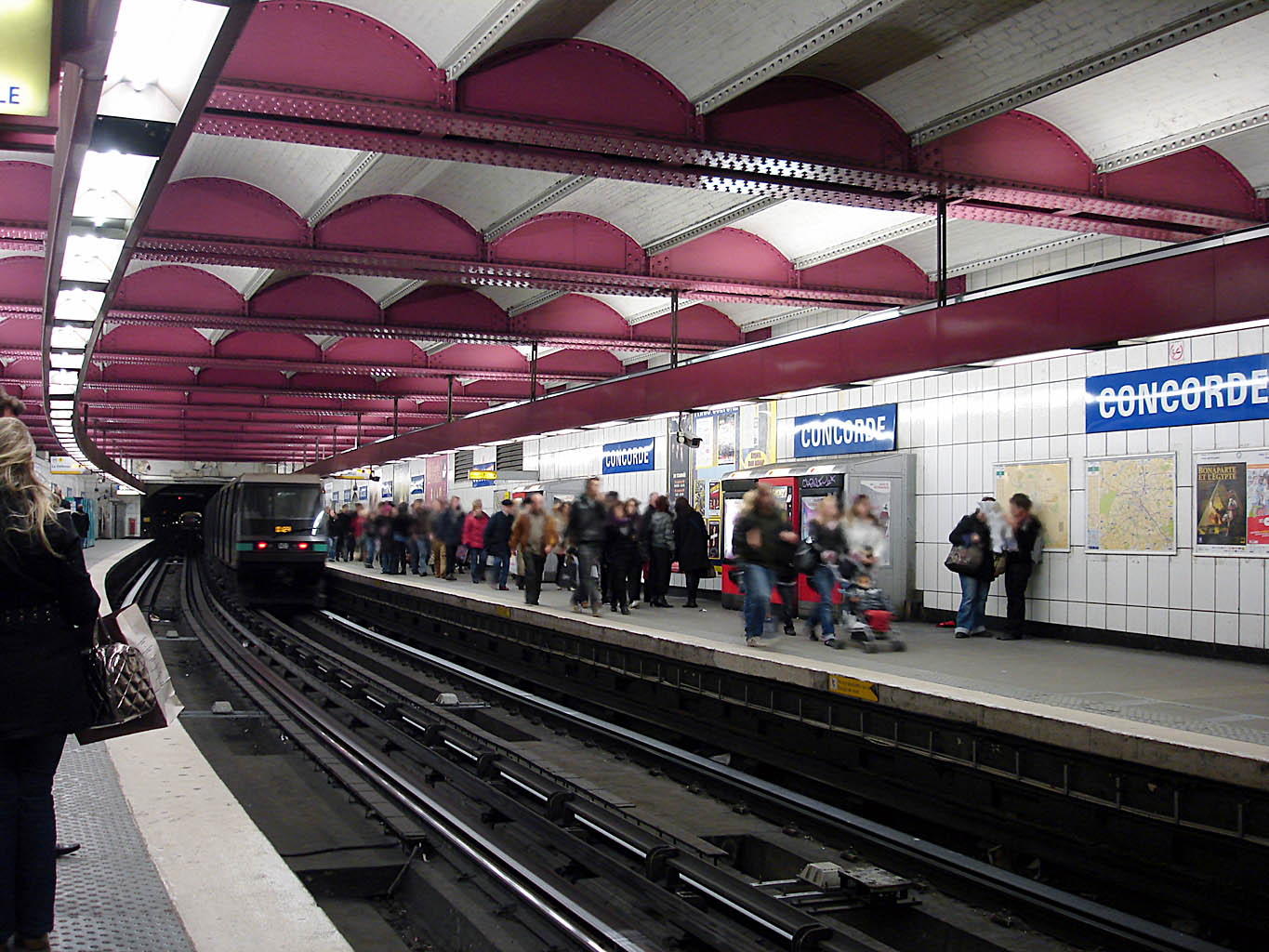
La stazione Concorde della linea 1, con struttura in acciaio, nel novembre 2008, prima dell'aggiunta delle barriere in seguito alla completa automazione della linea.

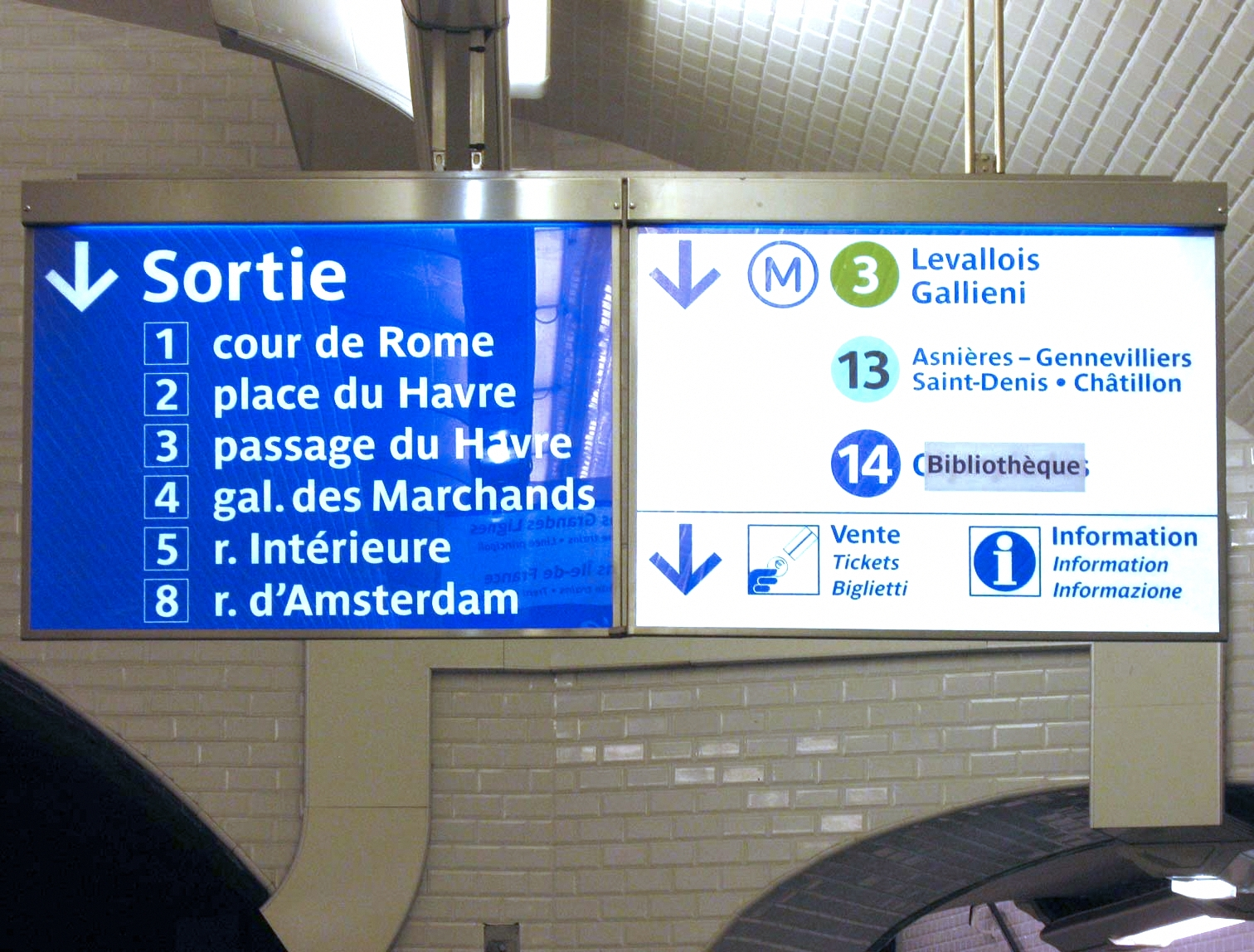
Indicazioni per i passeggeri a Saint-Lazare (linea 12).

La metropolitana parigina attualmente è composta da 306 stazioni. La stazione tipica è sotterranea, con due binari affiancati e due marciapiedi larghi 4 m. Una cinquantina di stazioni presentano un marciapiede unico tra i due binari (come Porte Dauphine), oppure più di due binari (Porte d'Orléans, Château de Vincennes). Vi sono anche stazioni con binari divisi, spesso perché divise dall'altro da un muro per meglio sopportare il peso del terreno (Saint-Georges) oppure edificate su più livelli.
La lunghezza delle stazioni, fissata a 75 m nel 1900, è stata poi portata a 90 m sulle linee ad alto traffico (linee 1, 3, 7, 8, 9), ma, talvolta, tocca i 105 m. Le stazioni sono in genere a volta, ma in alcuni casi, se la superficie è troppo vicina, il soffitto è piatto e realizzato in ferro (come a Concorde sulla linea 1). Le stazioni della rete ex Nord-Sud presentano una volta più alta in quanto erano dotate di linea aerea di contatto (poi rimossa dopo il passaggio di gestione alla Compagnie du chemin de fer métropolitain de Paris).
Le stazioni su viadotto, fra le più antiche della rete, sono coperte da pensiline in ferro (linea 2) o vetrate (linea 6).
La linea 14, la più recente, rompe con tutte le tradizioni: presenta stazioni lunghe 120 m con soffitti alti e banchine di larghezza doppia rispetto al solito.
La decorazione standard delle stazioni, concepita nel 1900, è rimasta in larga parte inalterata fino ai giorni nostri: pareti e volte delle stazioni sono ricoperte di piastrelle in ceramica bianca. Alcune stazioni presentano invece allestimenti speciali, prima fra tutte Louvre-Rivoli (linea 1), arredata a somiglianza di una sala del museo del Louvre, da essa servito. Altri esempi si possono ammirare a Bastille, Hôtel de Ville, Tuileries (linea 1), Parmentier (linea 3), Pont Neuf (linea 7), Cluny - La Sorbonne (linea 10) o Arts et Métiers (linea 11).
Nella segnaletica delle stazioni, ogni linea è identificata attraverso il numero e i capolinea. All'ingresso in una stazione (che può servire più linee), il passeggero è guidato passo a passo da tali segnali fino al binario. Sui marciapiedi d'attesa, il nome della stazione è riportato su dei cartelli alle pareti, posti a intervalli regolari, e a metà binario un tabellone elettronico segnala i treni in arrivo e il tempo di attesa.
Le uscite sono evidenziate da cartelli azzurri, le indicazioni per le linee sono in bianco (o in arancio sui pannelli più vecchi).
Dal 1996, su tutta la segnaletica in uso, la RATP usa un font speciale creato ad hoc per il metrò, il Parisine, semplice e di facile comprensione anche per i turisti non abituati all'alfabeto latino.

### Stazioni fantasma
La storia delle cosiddette stazioni fantasma della metropolitana di Parigi presenta molti casi differenti. Vi sono infatti stazioni mai realizzate, stazioni che non furono mai aperte, e altre che invece lo furono, ma poi vennero chiuse. Le più note sono Arsenal sulla linea 5, Porte Molitor sulle linee 9 e 10, Haxo fra le linee 3 bis e 7 bis. Il riquadro sottostante riassume tutti questi casi.
| Stazione                 | Linea | Aperta nel | Chiusa nel | Note |
| ------------------------ | ----- | ---------- | ---------- | --- |
| La Défense - Michelet    |       | -          | -          | Le stazioni non sono mai state realizzate in quanto il costo dei tunnel che dovevano condurvici attraversando la Senna aumentò in una maniera tale da essere giudicato proibitivo.           |
| Élysées La Défense       |       | -          | -          | Le stazioni non sono mai state realizzate in quanto il costo dei tunnel che dovevano condurvici attraversando la Senna aumentò in una maniera tale da essere giudicato proibitivo.           |
| Victor Hugo              |       | 1900       | 1931       | La stazione venne spostata poche centinaia di metri più a est quando la linea 2 adottò dei nuovi elettrotreni troppo lunghi per fermarsi alle piattaforme della vecchia stazione.            |
| Martin Nadaud            |       | 1905       | 1969       | La stazione venne inglobata alla stazione Gambetta quando quest'ultima è stata spostata ad appena 235 metri dalla stazione Martin Nadaud.                                                    |
| Haxo                     |       | -          | -          | Sarebbe dovuta essere il collegamento tra le linee 3 bis e 7 bis; venne costruita, ma non ha avuto né un passante né un'uscita al livello della strada.                                      |
| Porte des Lilas - Cinéma |       | 1921       | 1971       | La stazione venne chiusa definitivamente nel 1971; è poi stata reimpiegata come set per spot e film, tra cui Il favoloso mondo di Amélie.                                                    |
| Arsenal                  |       | 1906       | 1939       | È stata chiusa in quanto non la si riteneva necessaria. È utilizzata per la formazione dei funzionari del dipartimento M2E.                                                                  |
| Gare du Nord USFRT       |       | 1907       | 1942       | Una volta chiusa è stata convertita in un centro per la formazione dei conduttori di treni.                                                                                                  |
| Orly-Sud                 |       | -          | -          | La stazione venne costruita ma mai aperta in quanto, nel 1991, il governo francese optò per la costruzione della Orlyval, invece che il prolungamento di una linea metro fino all'aeroporto. |
| Champ de Mars            |       | 1913       | 1939       | Chiusa in quanto non ritenuta necessaria. |
| Saint-Martin             |       | 1931       | 1939       | Venne chiusa perché troppo vicina alla stazione Strasbourg - Saint-Denis. |
| Porte Molitor            |       | -          | -          | Per lo scambio tra le due linee era necessaria la creazione di una diramazione troppo complessa; il progetto fu abbandonato e l'accesso sul livello della strada mai costruito.              |
| Croix-Rouge              |       | 1923       | 1939       | Chiusa in quanto non ritenuta necessaria. |
| Porte de Versailles      |       | 1910       | -          | Venne spostata in seguito ai lavori di prolungamento della linea. |

## Materiale rotabile

### Evoluzione del materiale

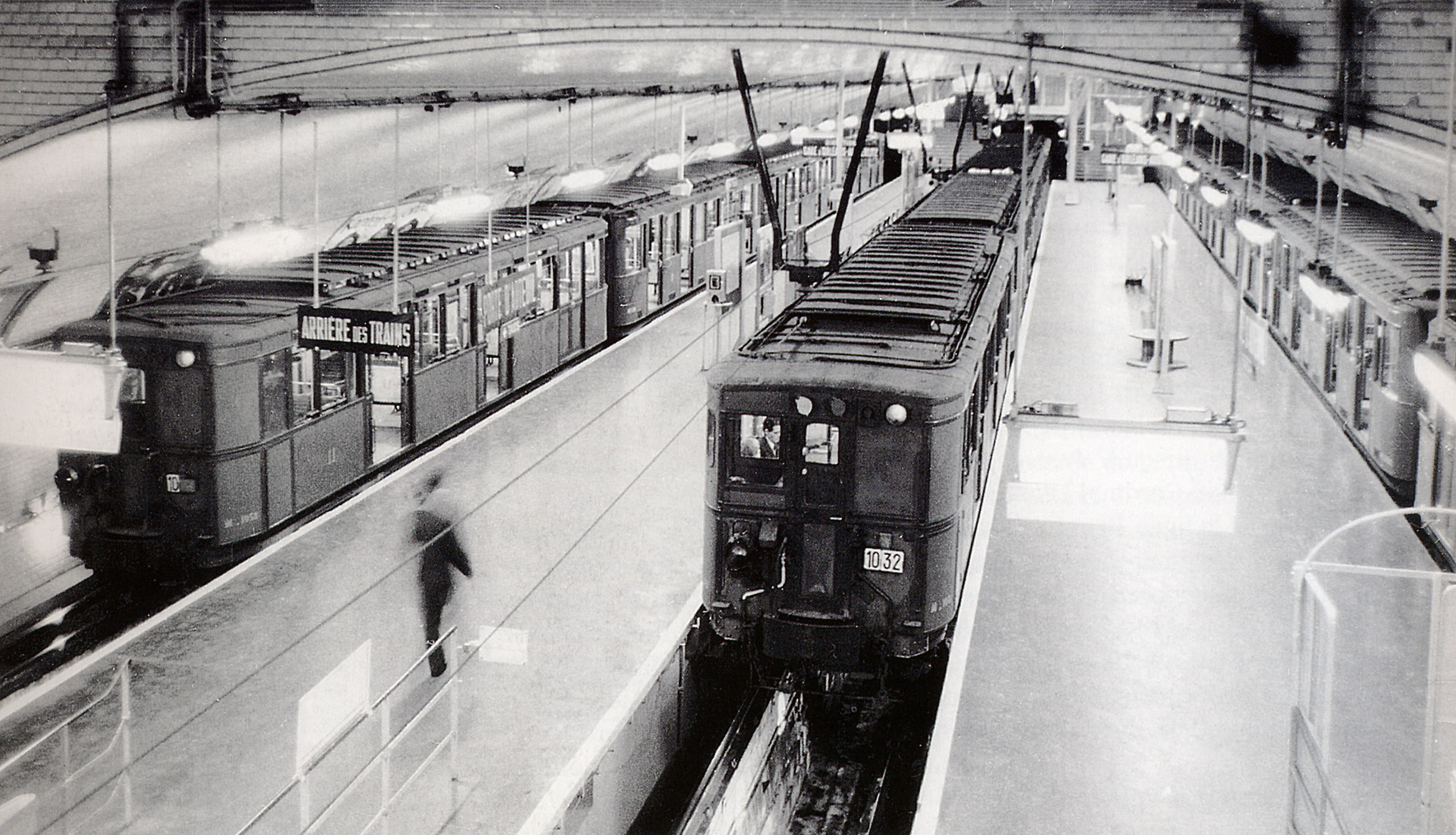
Tre convogli Sprague-Thomson della linea 10 a Porte d'Auteuil, nel 1970.

In origine, i treni usati sulla rete metropolitana non erano dissimili dai tram: casse corte e leggere, in legno, e solo due assi.
Nel 1908, questi modelli furono rimpiazzati dagli Sprague-Thomson, più adatti alla rete metropolitana: casse metalliche lunghe, motrici potenti e a comando multiplo. A causa della mancanza di fondi, tali treni restarono in servizio fino al 1983.
A partire dagli anni 1950 iniziò un processo di totale rinnovamento dei treni, nel quadro del quale fu introdotta anche la metropolitana su gomma. I treni furono potenziati, aumentata la capienza e migliorata l'efficacia di accelerazione.

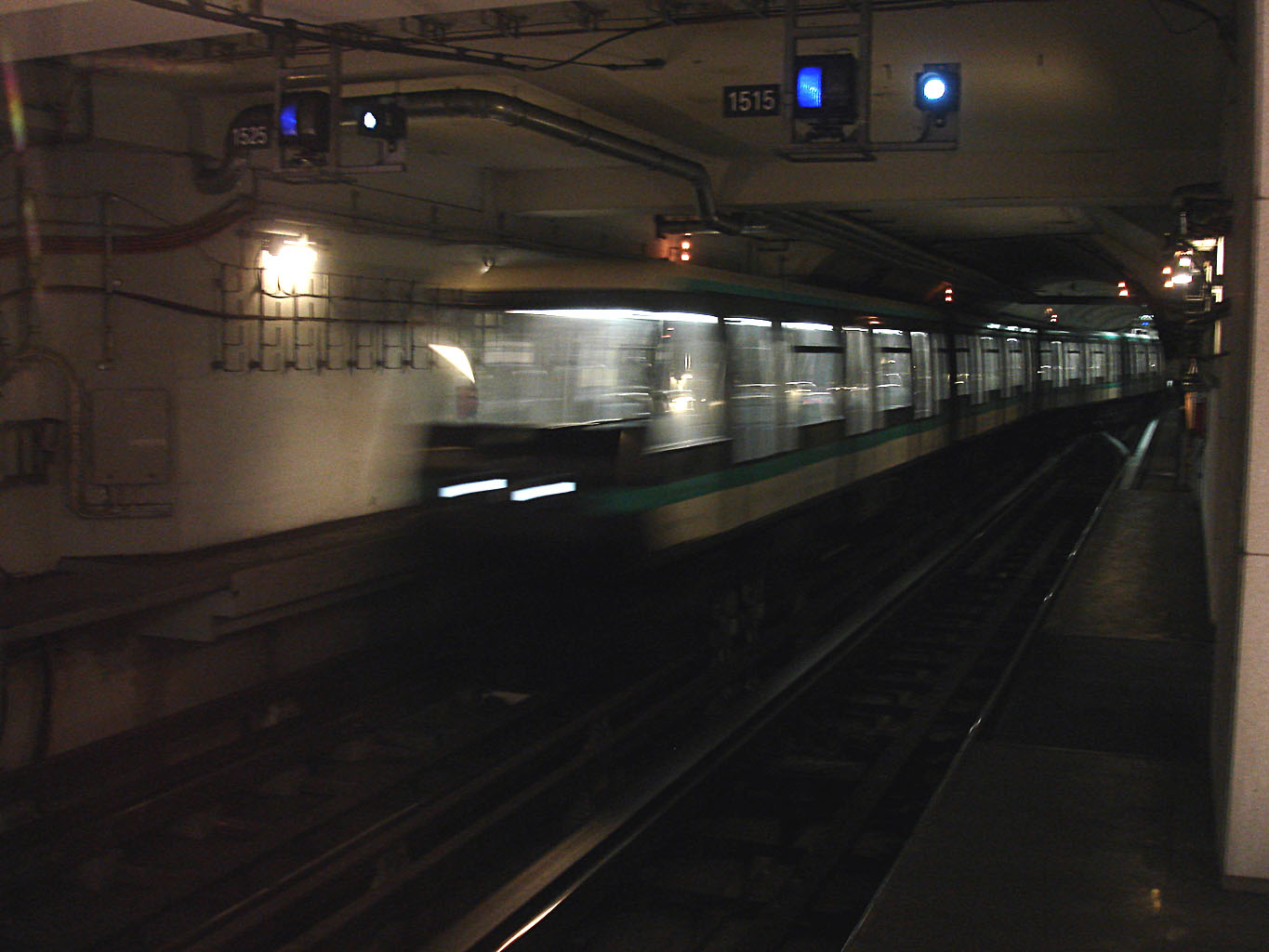
Treno MP 89 CA della linea 14 in uscita da Olympiades, nel marzo 2008.

Nel 1997, la RATP iniziò a dotarsi di un materiale di nuova concezione. Denominato MP 89, con la sua versione CC (con macchinista) andò a occupare la linea 1, i cui treni più vecchi soppiantarono a loro volta i vetustissimi MP 55 della linea 11. L'anno successivo, la versione CA (senza macchinista), fu messa in servizio sulla linea 14, prima linea a guida automatica della rete.

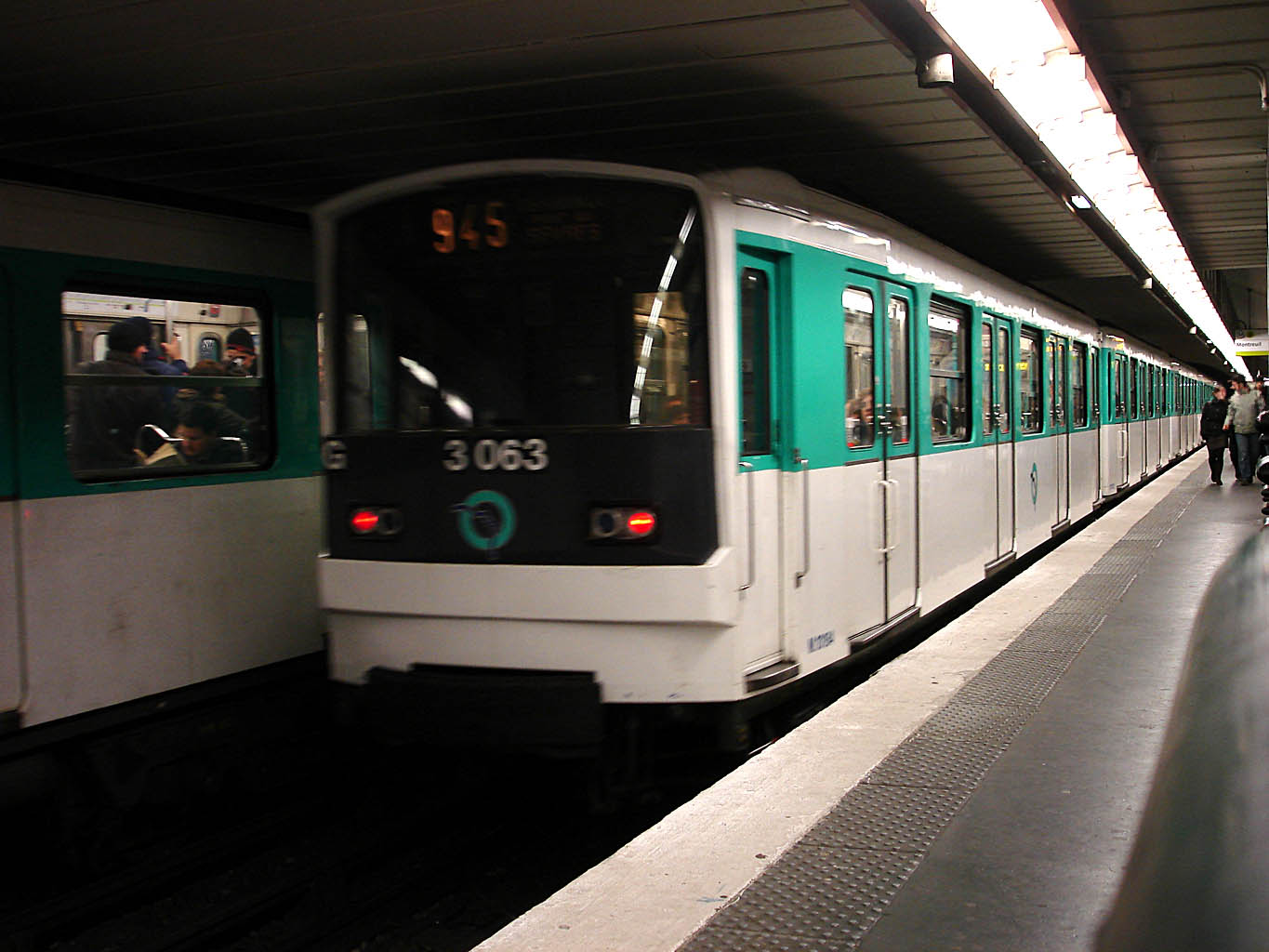
Treno MF 67 rinnovato della linea 9 a Miromesnil, nel novembre 2008.

Tra il 1995 e il 1998, i MF 67 delle linee 3 bis e 9 sono stati rinnovati. Si riconoscono per il muso dipinto di nero e i sedili di nuova foggia.

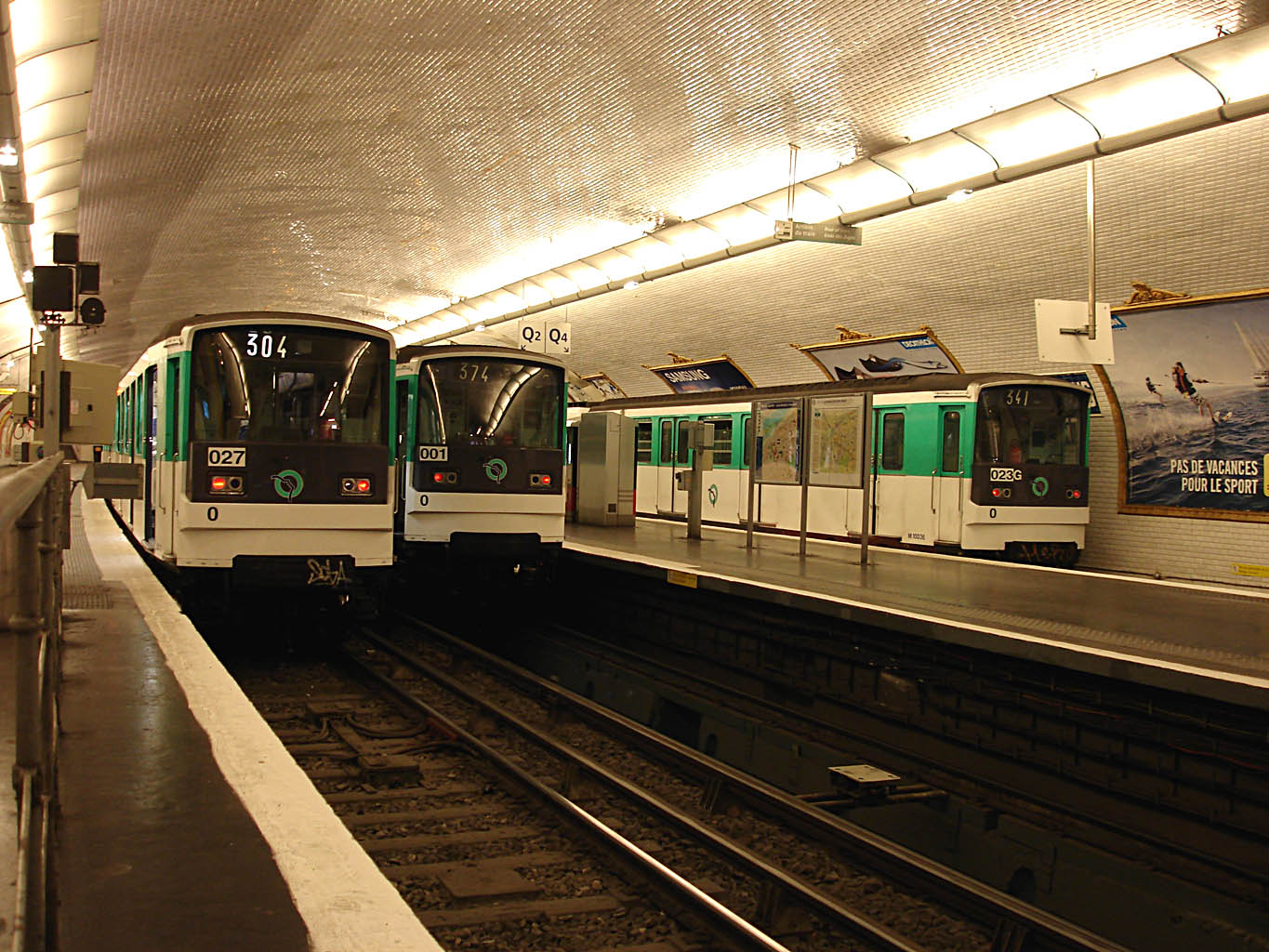
Treni MF 67 a Pont de Levallois - Bécon, nel giugno 2008.

Dal 2004 al 2005, i convogli MF 67 della linea 3 hanno subìto un profondo rinnovamento. I sedili sono stati disposti longitudinalmente e le carrozze sono state dotate di sistema di annunci ai passeggeri ASVA.

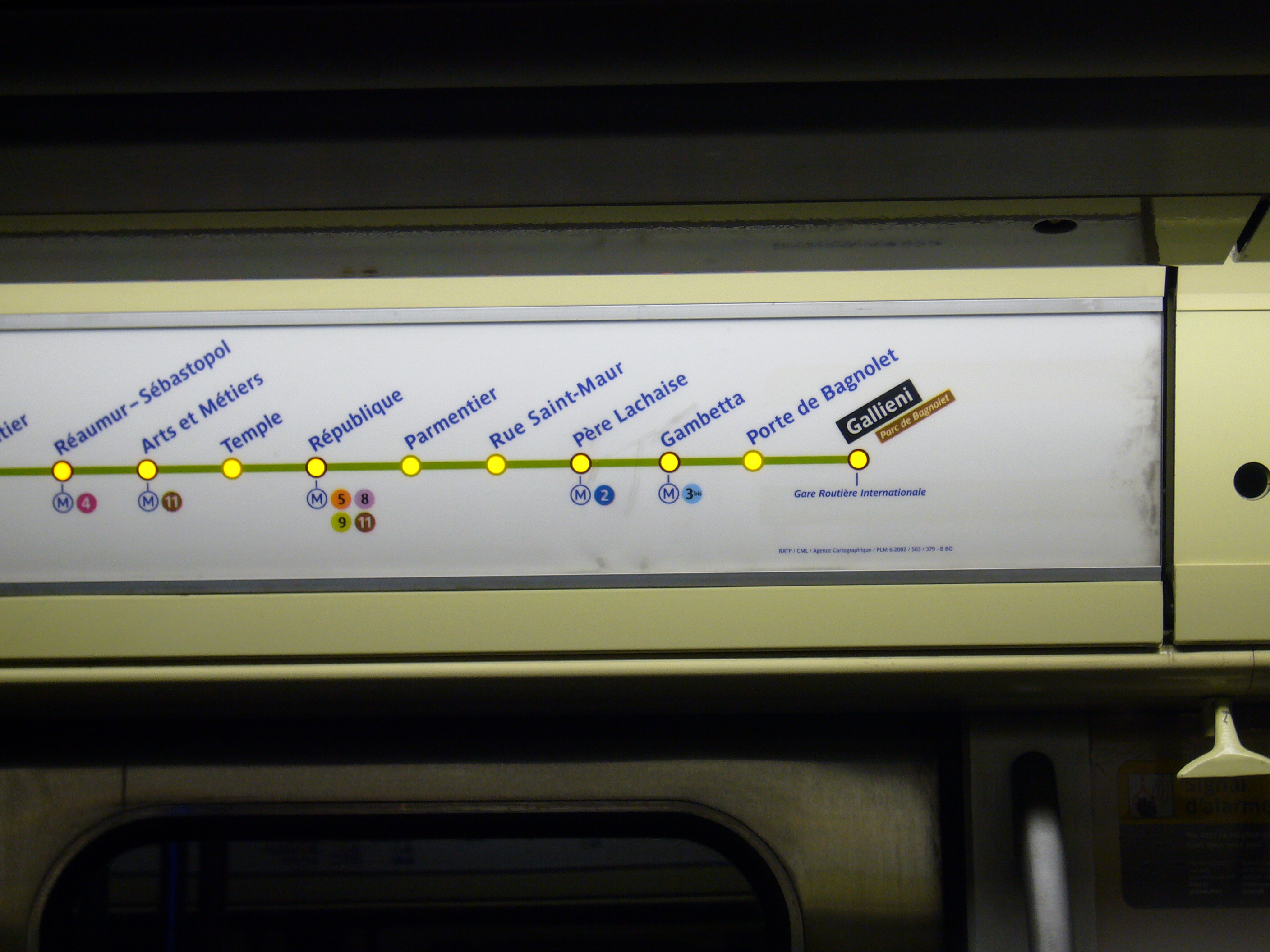
Cartina dinamica a led della linea su un MF 67.

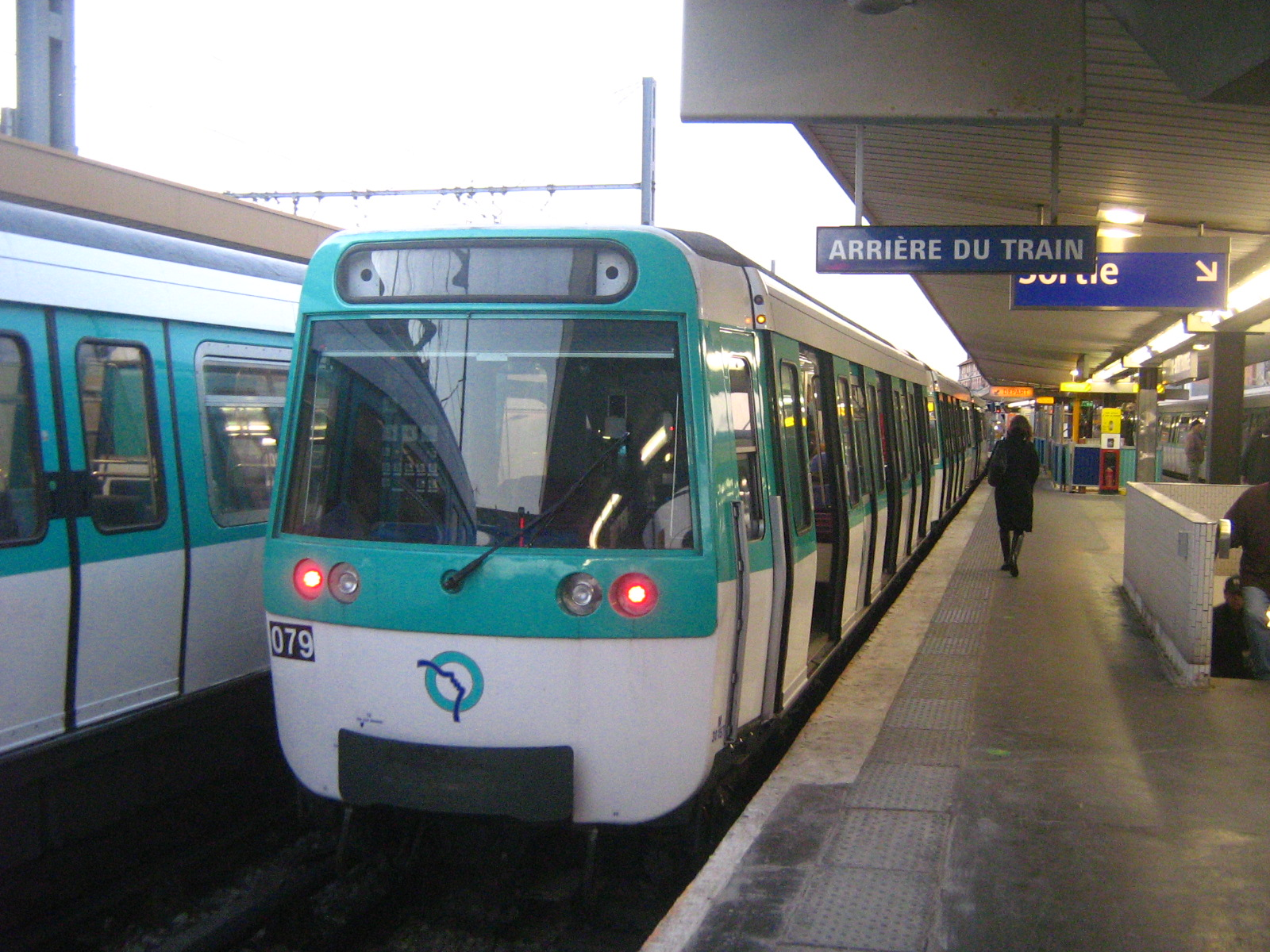
Treno MF 77 rinnovato della linea 13 a Châtillon - Montrouge nel novembre 2007.

Dal 2007 al 2011, i MF 77 della linea 13 sono stati a loro volta rinnovati, in vista dell'implementazione del sistema OURAGAN su questa linea. I sedili, i sostegni, l'illuminazione e i cartelli della destinazione alle estremità sono stati completamente ammodernati e migliorati, oltre all'aggiunta del sistema ASVA.

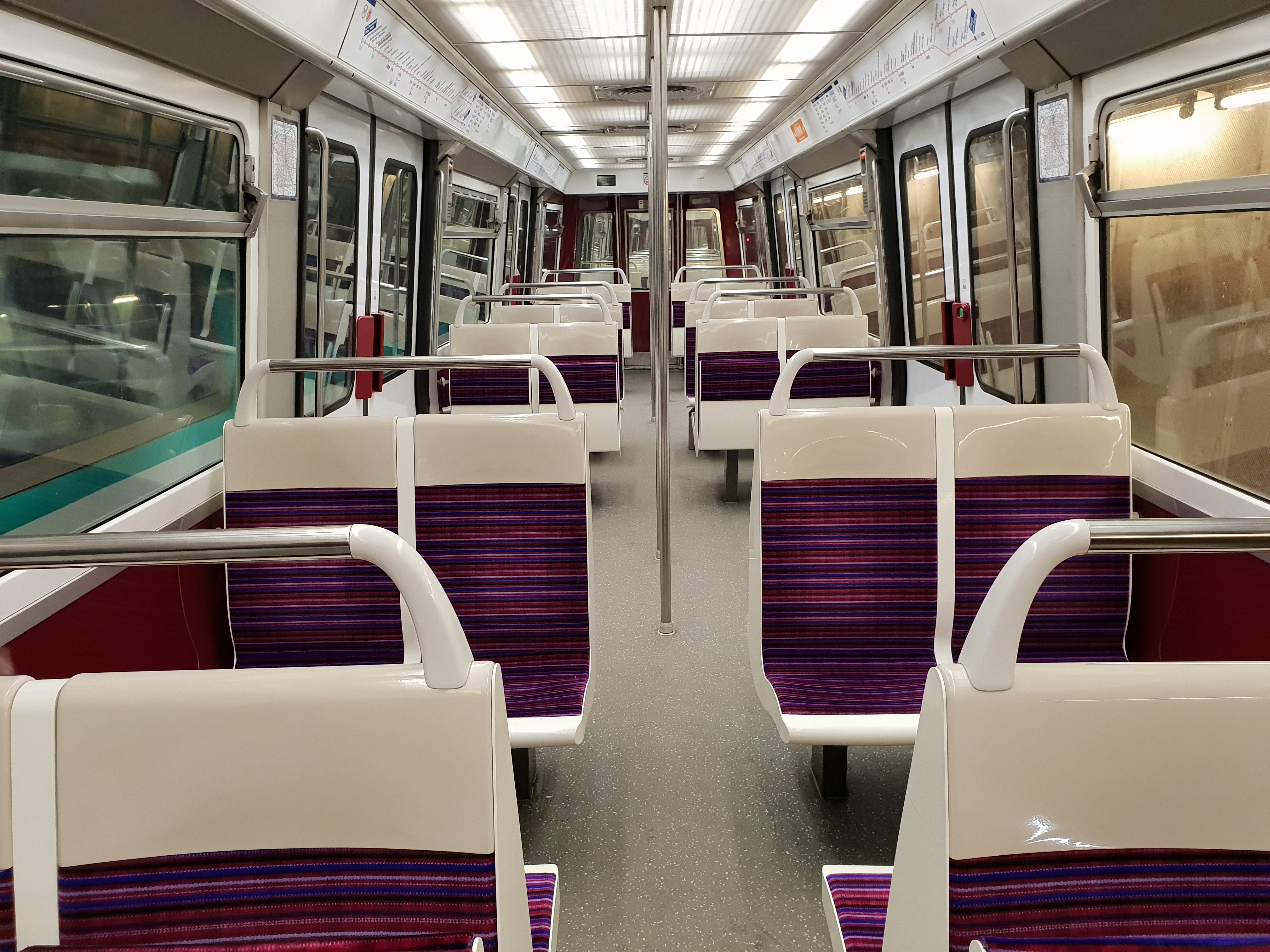
Interno di un MF 77 rinnovato
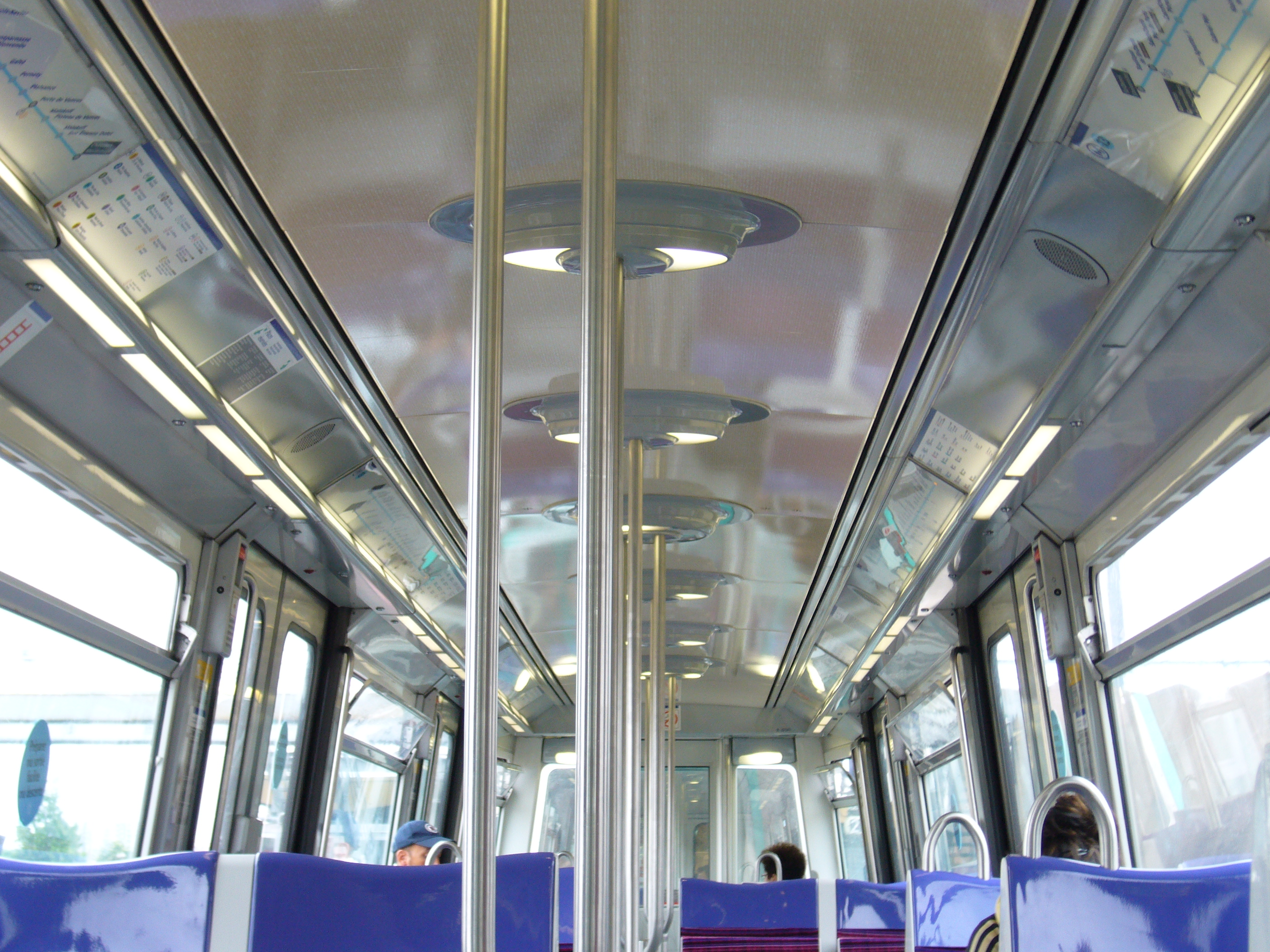
Nuovo soffitto del MF 77
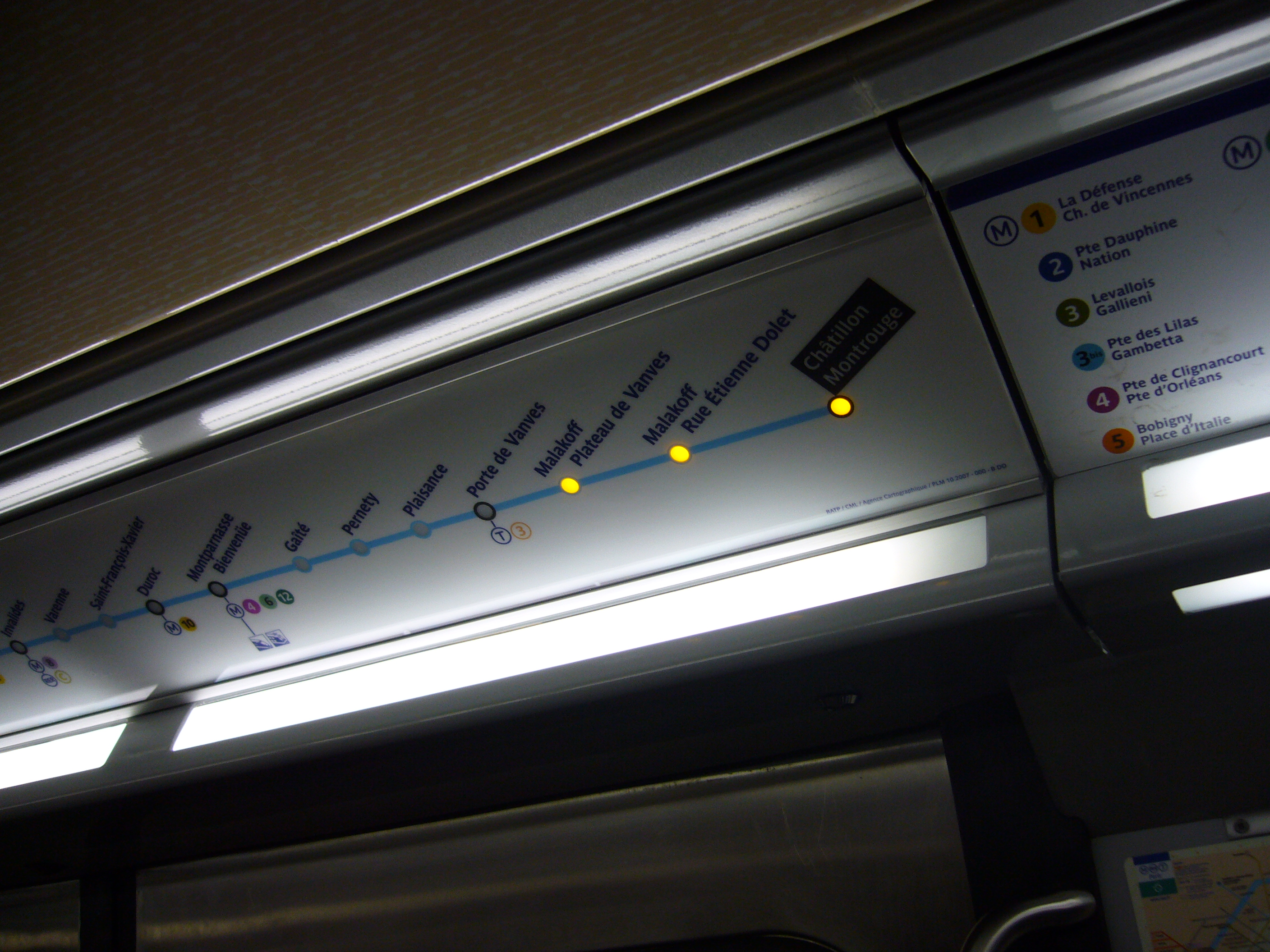
Cartina dinamica a led ASVA

Dal 2008, la RATP ha intrapreso una massiccia opera di rinnovamento del materiale rotabile, con l'entrata in servizio dei MF 01 sulle linee 2, 5 e presto sulla 9, in sostituzione dei MF 67, e dei MP 05 sulla linea 1, permettendo quindi di sostituire gli MP 89, che a loro volta rimpiazzano gli MP 59 sulla linea 4. La RATP ha altresì in progetto la sostituzione dei MP 73 della linea 6 e della linea 11, così come i MF 67 delle linee 3, 10 e 12.

### Parco mezzi
Al 2016, il materiale rotabile in uso sul metrò parigino è molto eterogeneo, composto da treni su ferro e su pneumatici, a guida automatica o manuale, costruiti tra il 1963 e il 2016.

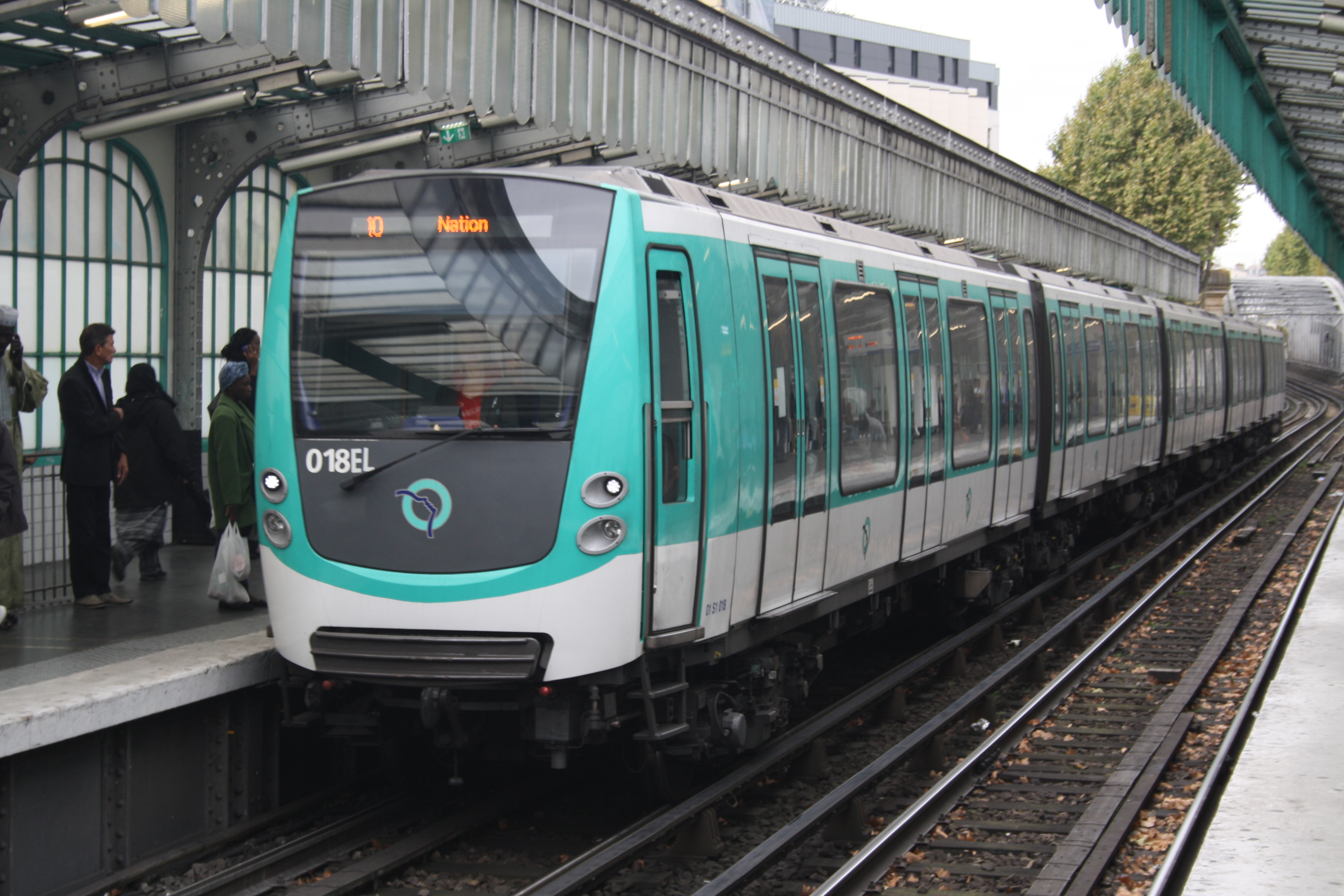
Elettrotreno MF 01
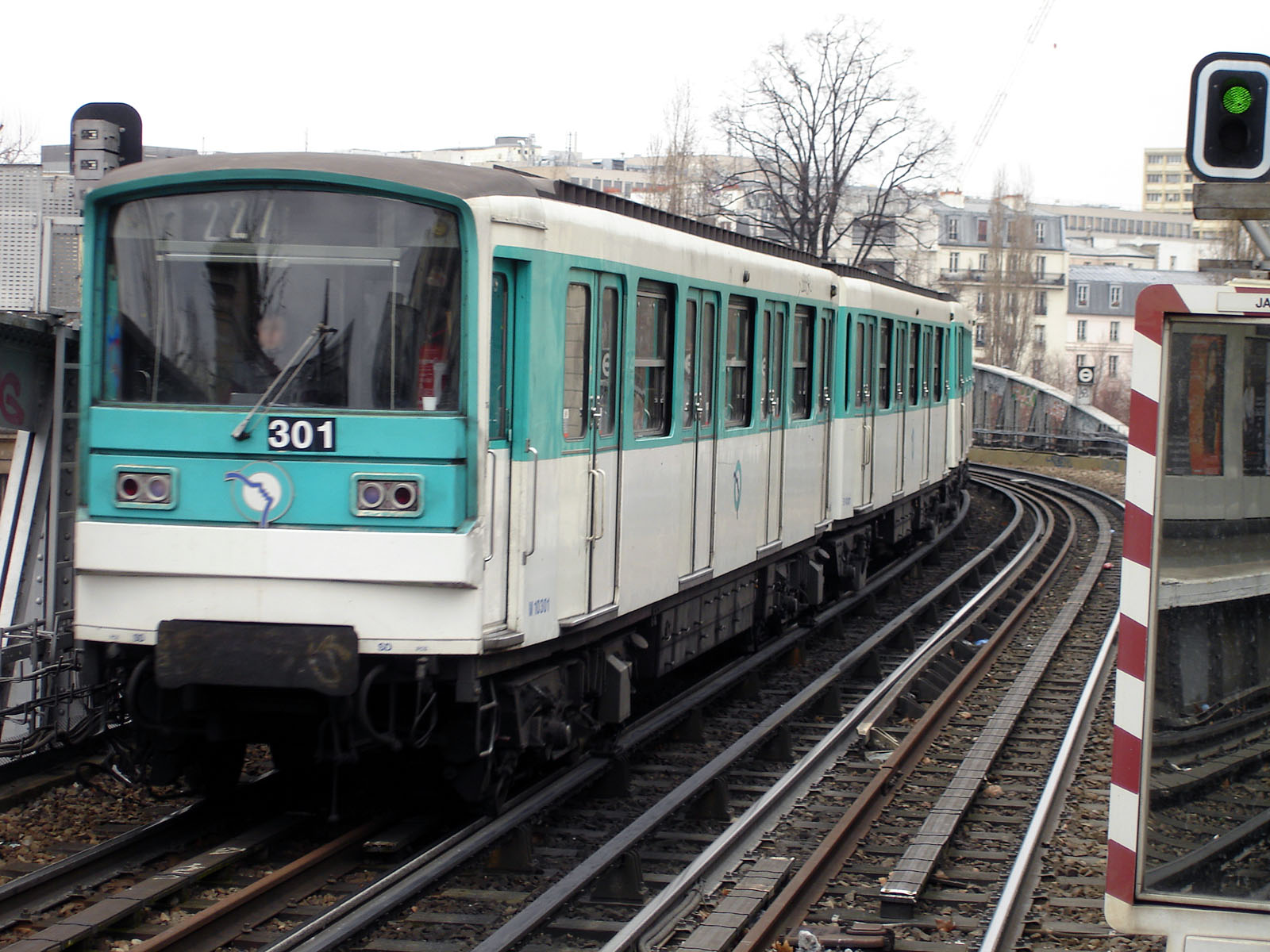
Elettrotreno MF 67
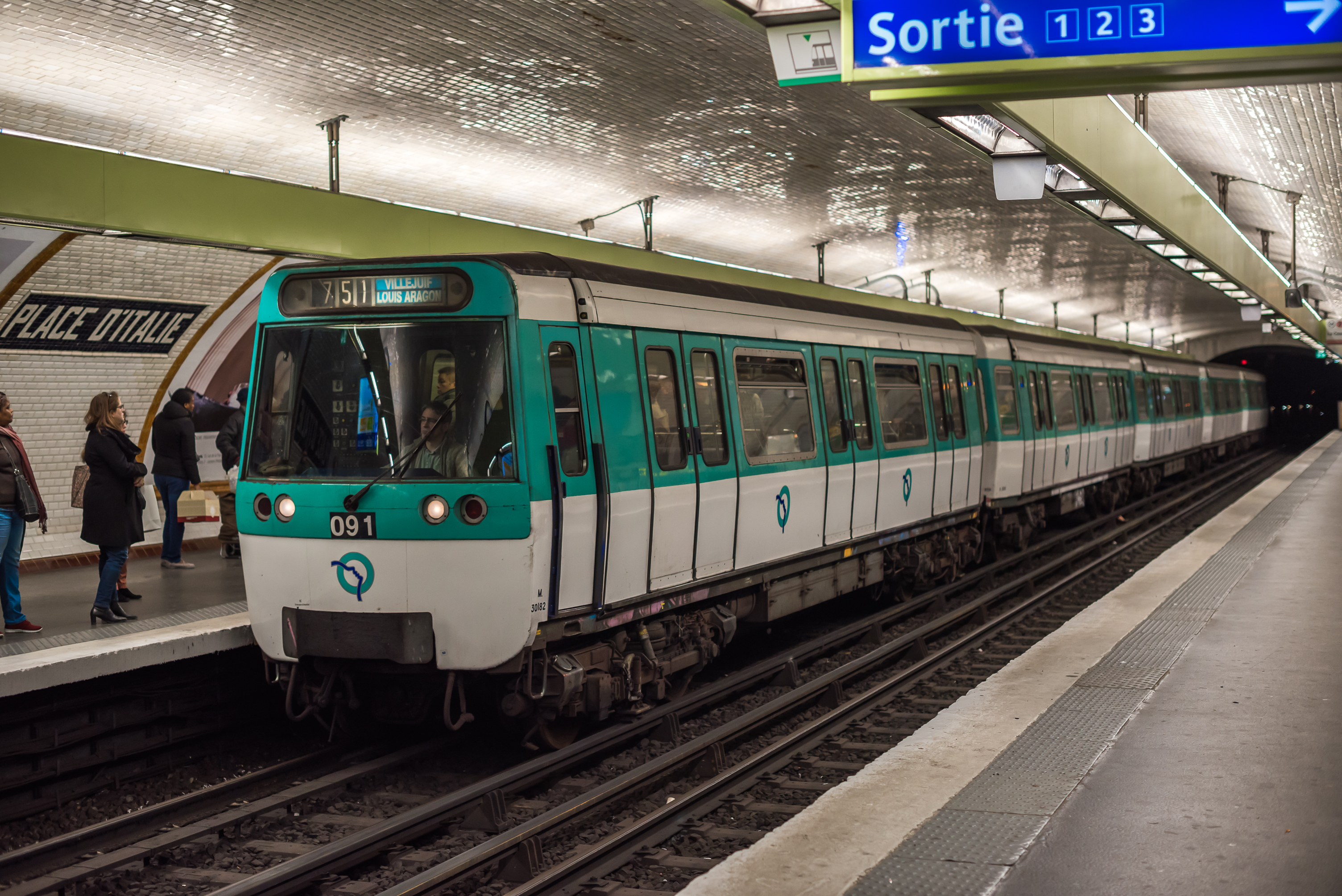
Elettrotreno MF 77
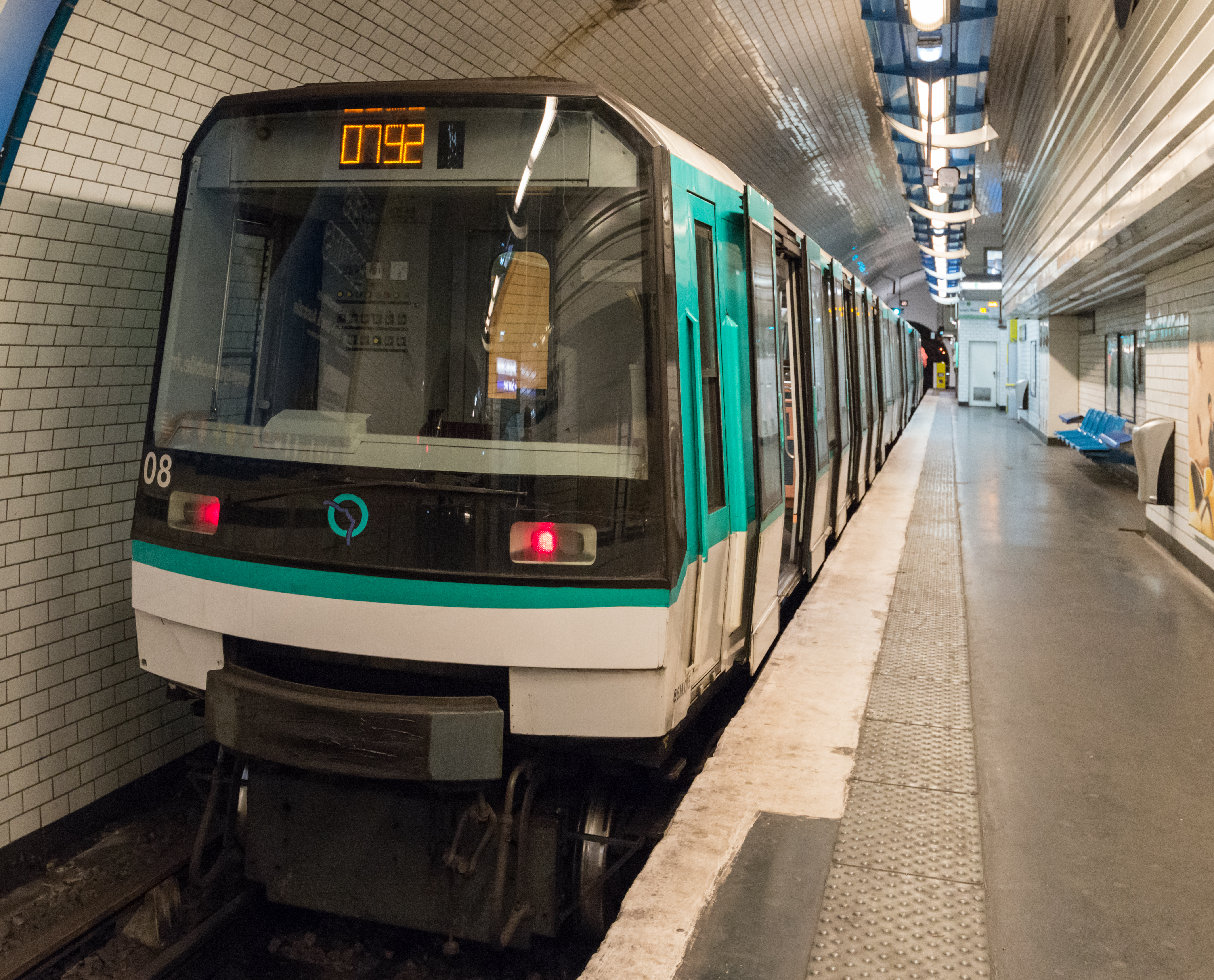
Elettrotreno MF 88
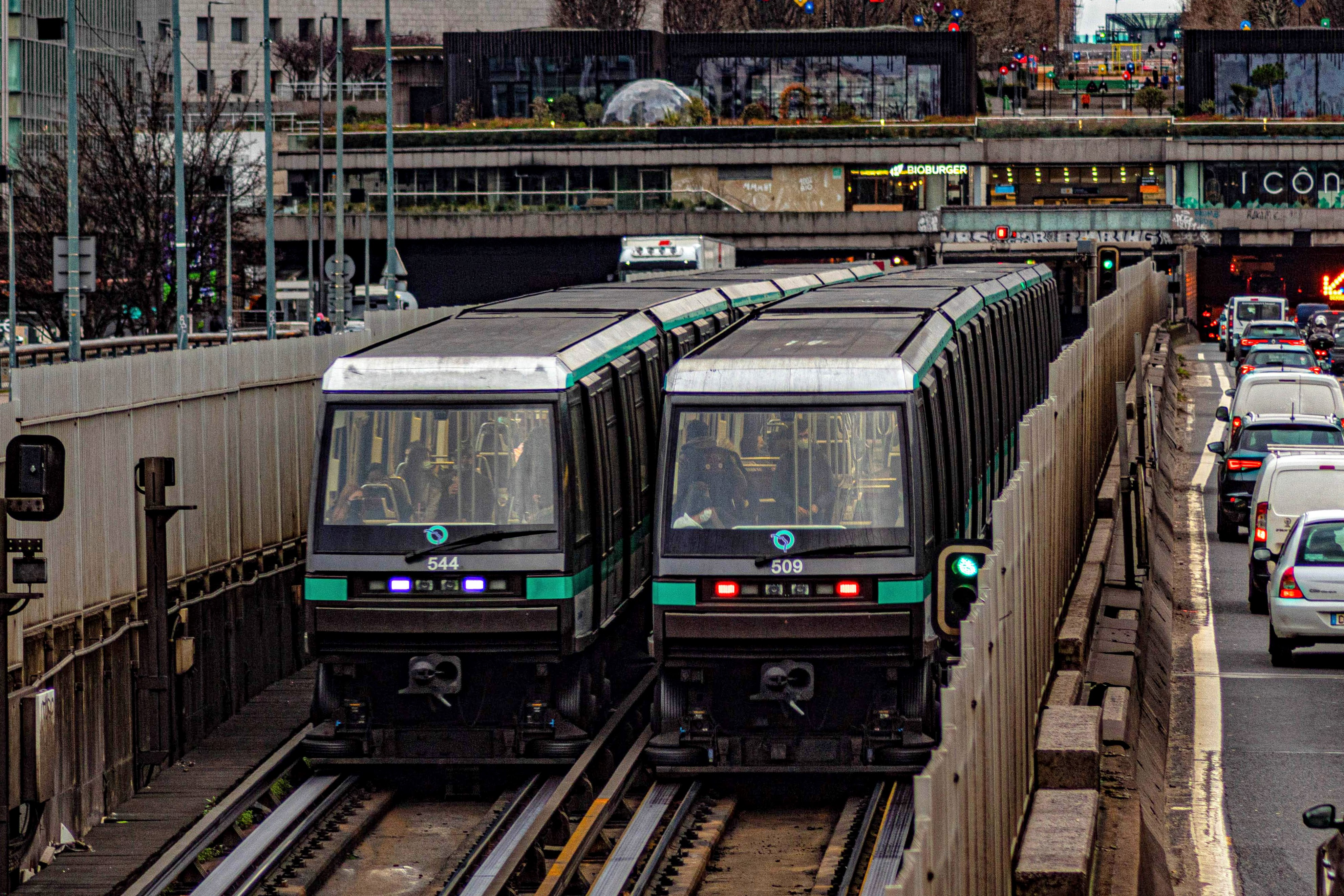
Elettrotreno MP 05
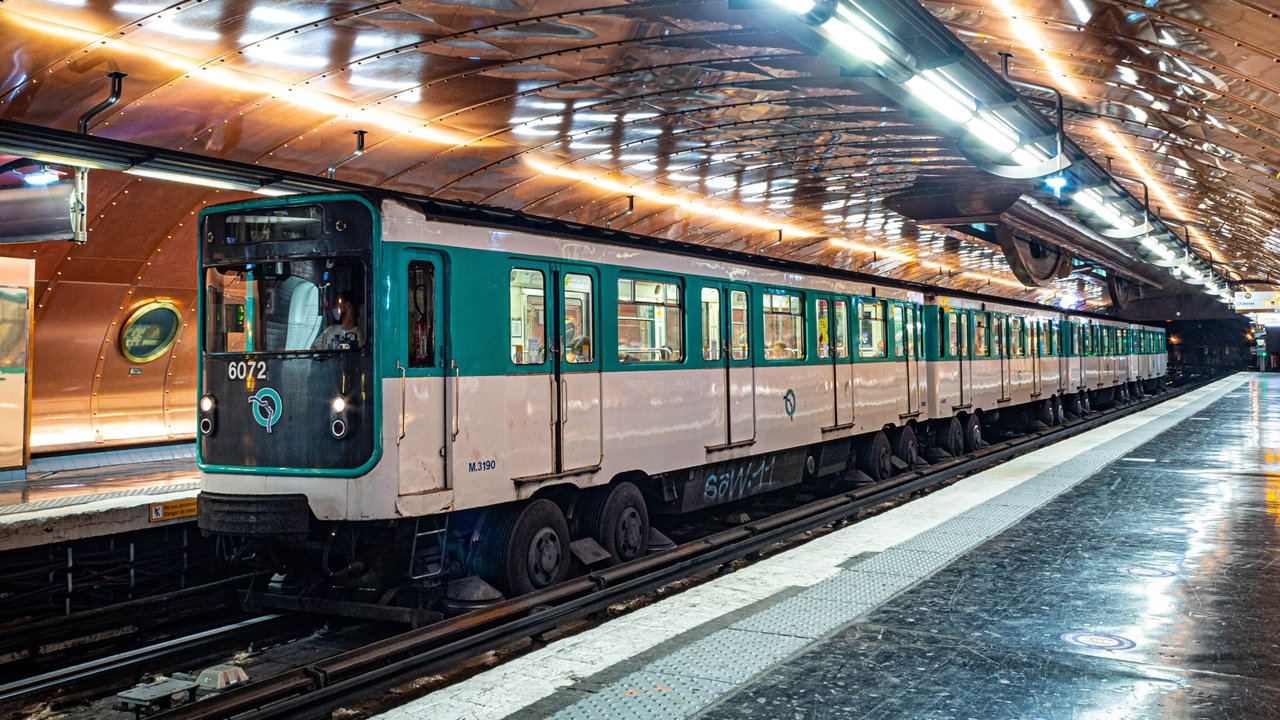
Elettrotreno MP 59
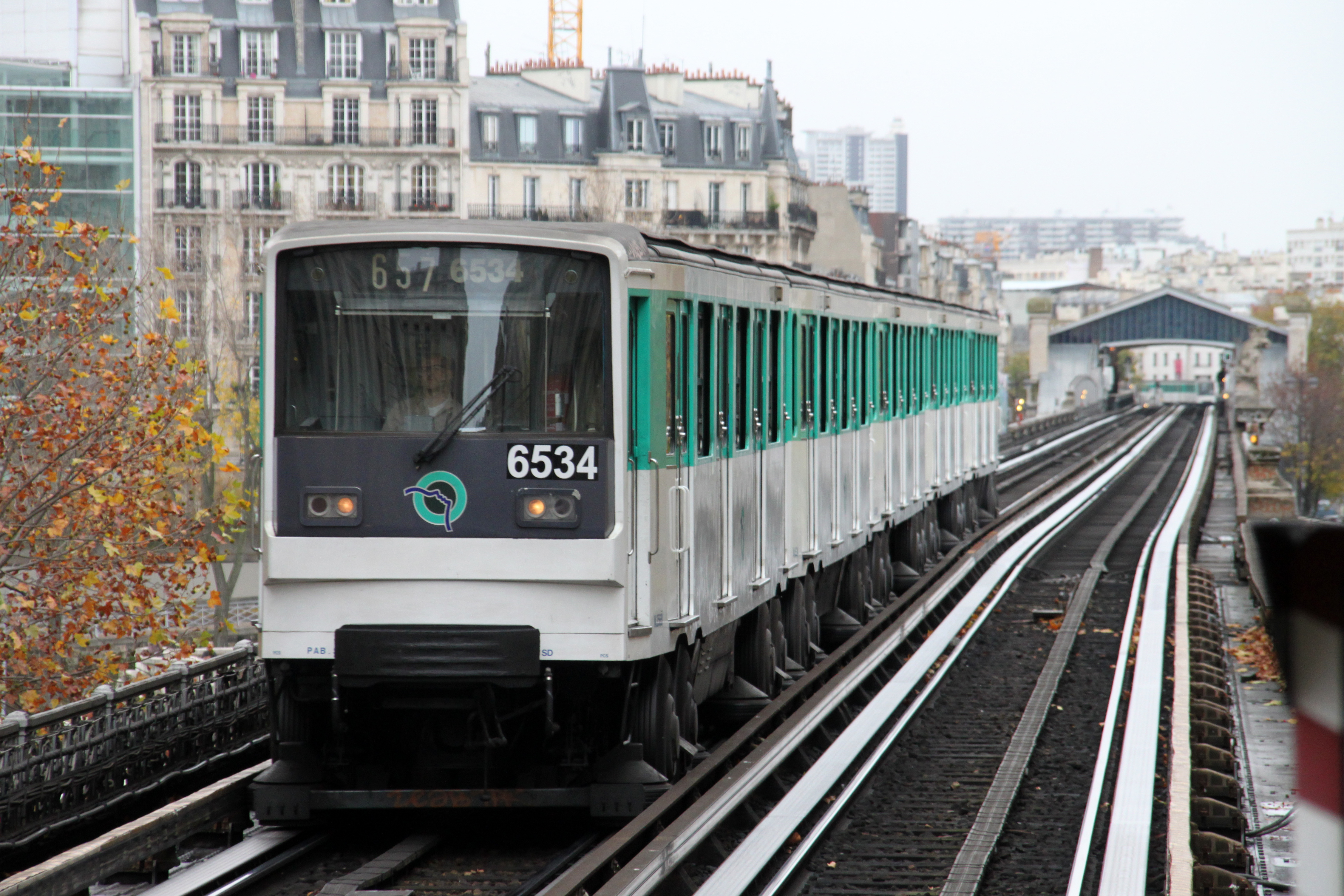
Elettrotreno MP 73
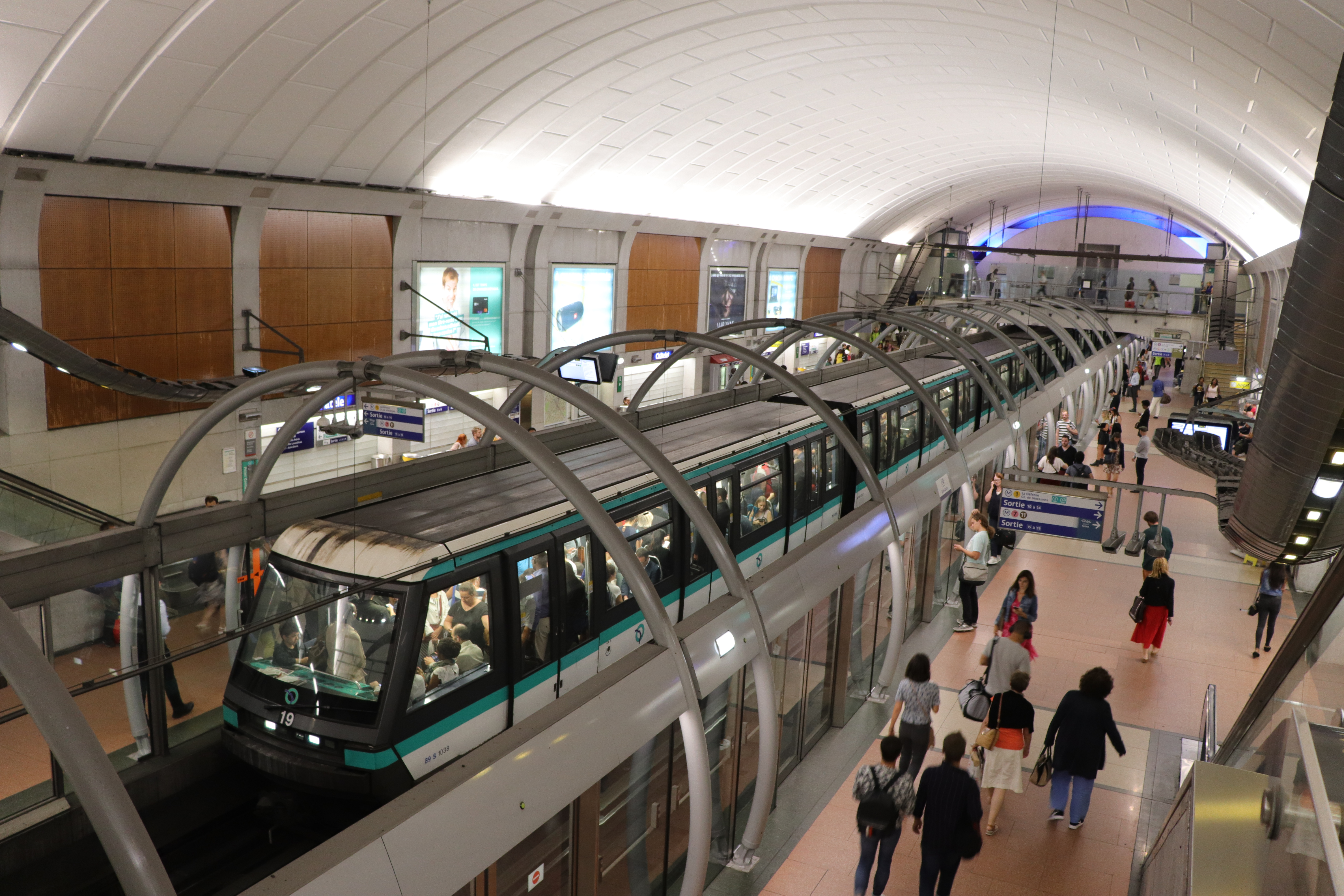
Elettrotreno MP 89 CA
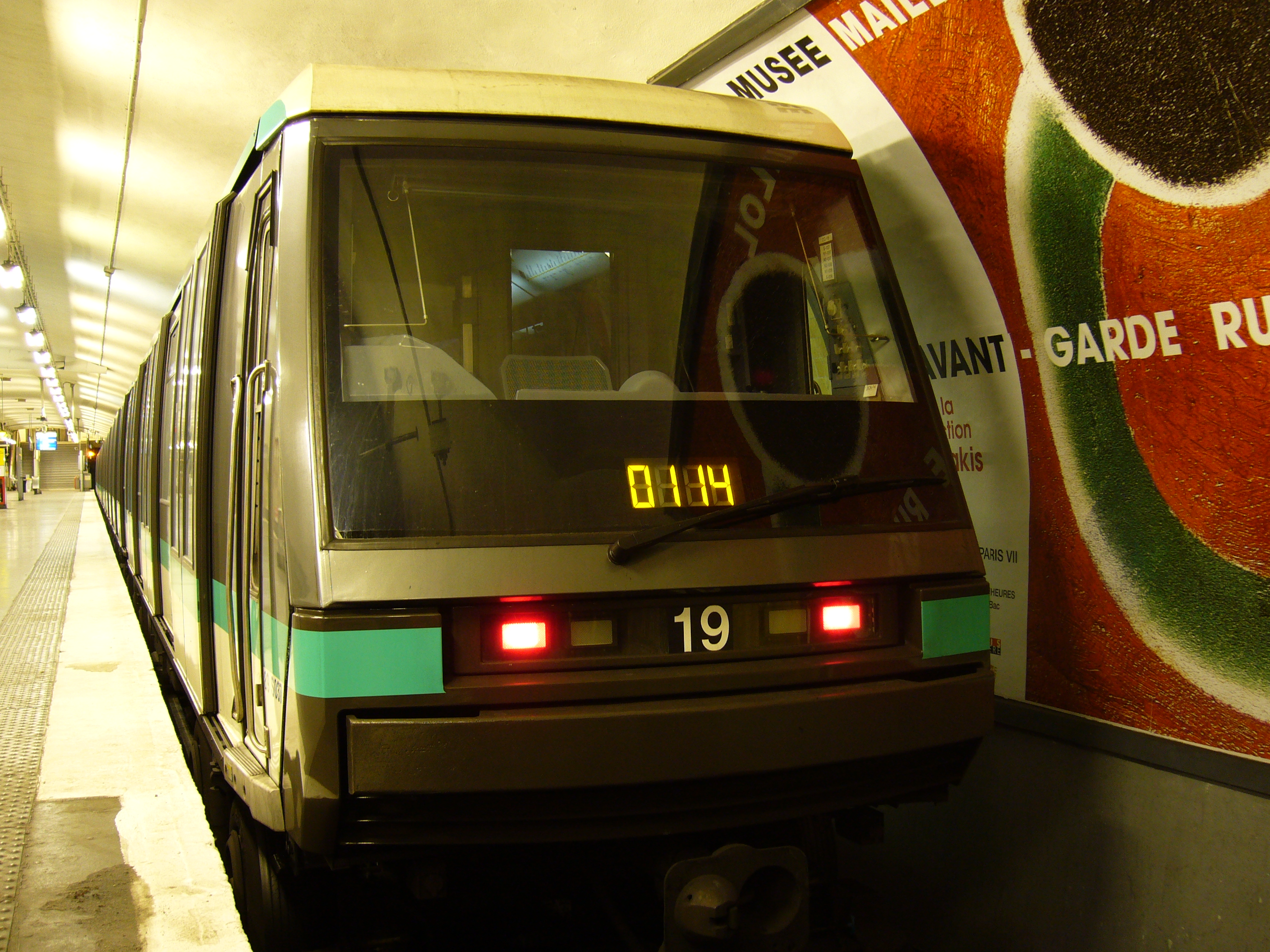
Elettrotreno MP 89 CC

Le carrozze del metrò parigino sono piuttosto strette (2,40 m) rispetto alla media di altre metropolitane (come la metropolitana di Lione con i suoi 2,90 m), con una capacità per convoglio tra i 600 e i 700 passeggeri, contro i 2600 passeggeri che può accogliere un MI 2N della RER A. Contrariamente alla metropolitana di New York e alla metropolitana di Londra, tutte le linee hanno la stessa sagoma limite. Particolarità del metrò parigino è l'adozione della metropolitana su gomma su 5 linee su 16. Questa tecnologia, sviluppata dalla RATP negli anni 1950, è stata poi esportata su altre reti (Montréal, Città del Messico e Santiago del Cile). A seconda della linea, un treno consta di 3, 4 o 5 carrozze, fatte salve le linee 1, 4 e 14, che ne usano 6. La linea 14 è predisposta anche per ospitare treni da 8 vetture.

### Rimessaggio e manutenzione

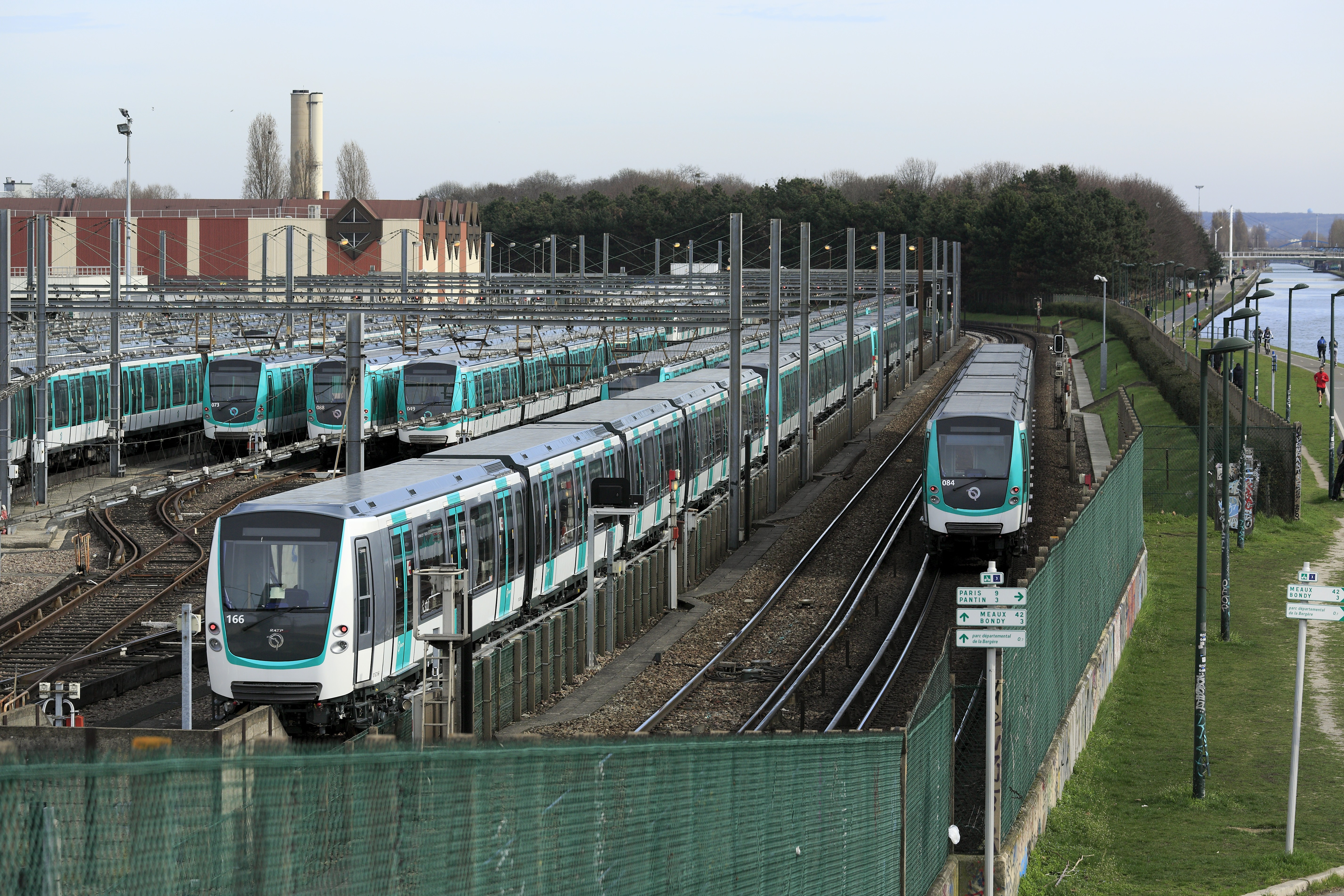
Il deposito RATP della linea 5 (Bobigny) con una parata di treni MF 01.

Ogni linea della metropolitana dispone di uno o più depositi per la manutenzione e il rimessaggio dei treni. Ognuna di queste strutture è deputata a un particolare tipo di manutenzione, su un certo tipo di convoglio: ad esempio al deposito di Fontenay (a Fontenay-sous-Bois) si revisionano i convogli su pneumatici (MP 59, MP 73 e MP 89). Allo stesso modo a Saint-Ouen si revisionano gli MF 77, a Choisy gli MF 67 e gli MF 88 e così via.

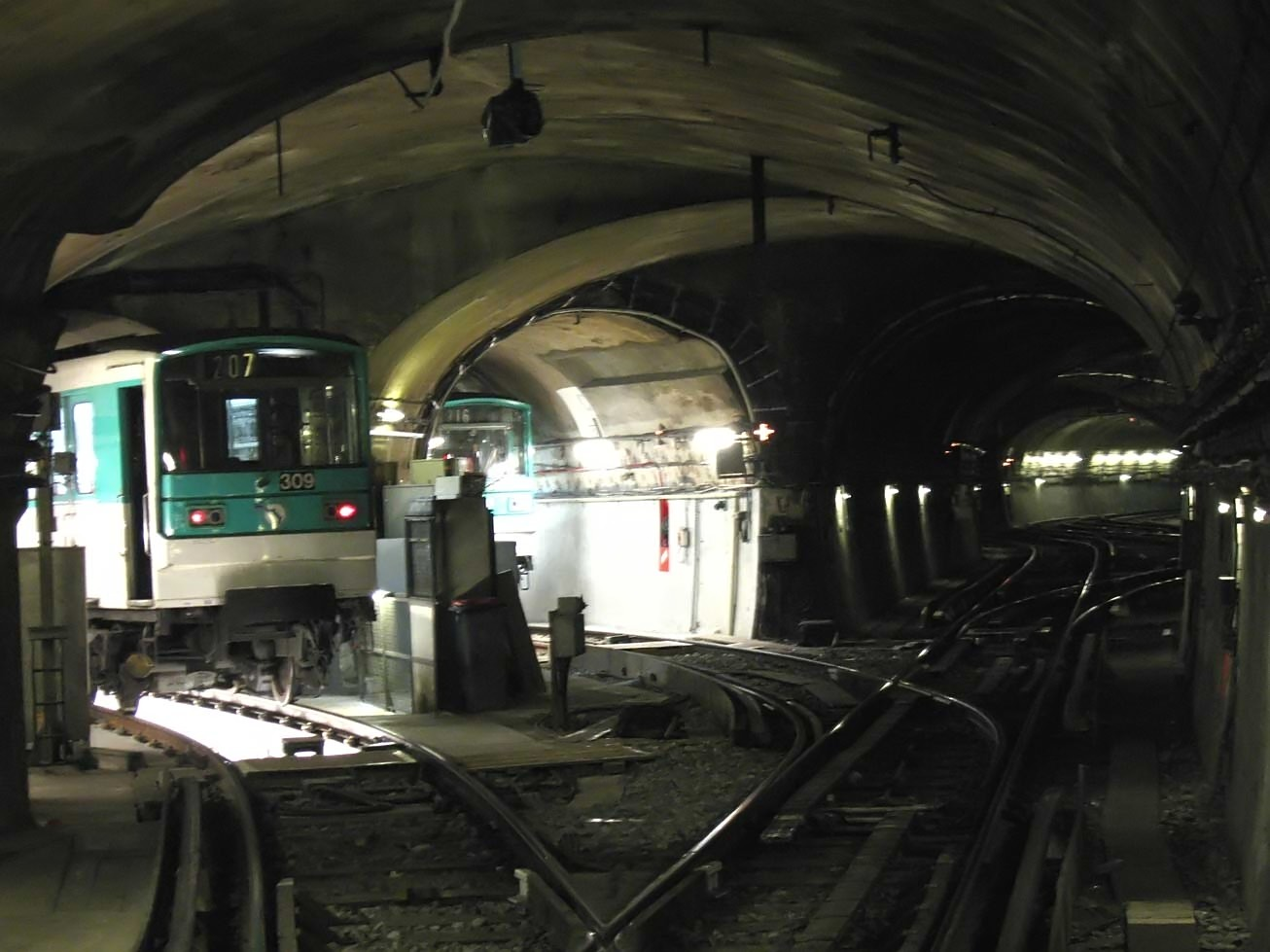
Binari di parcheggio a Nation (linea 2) nell'ottobre 2006.
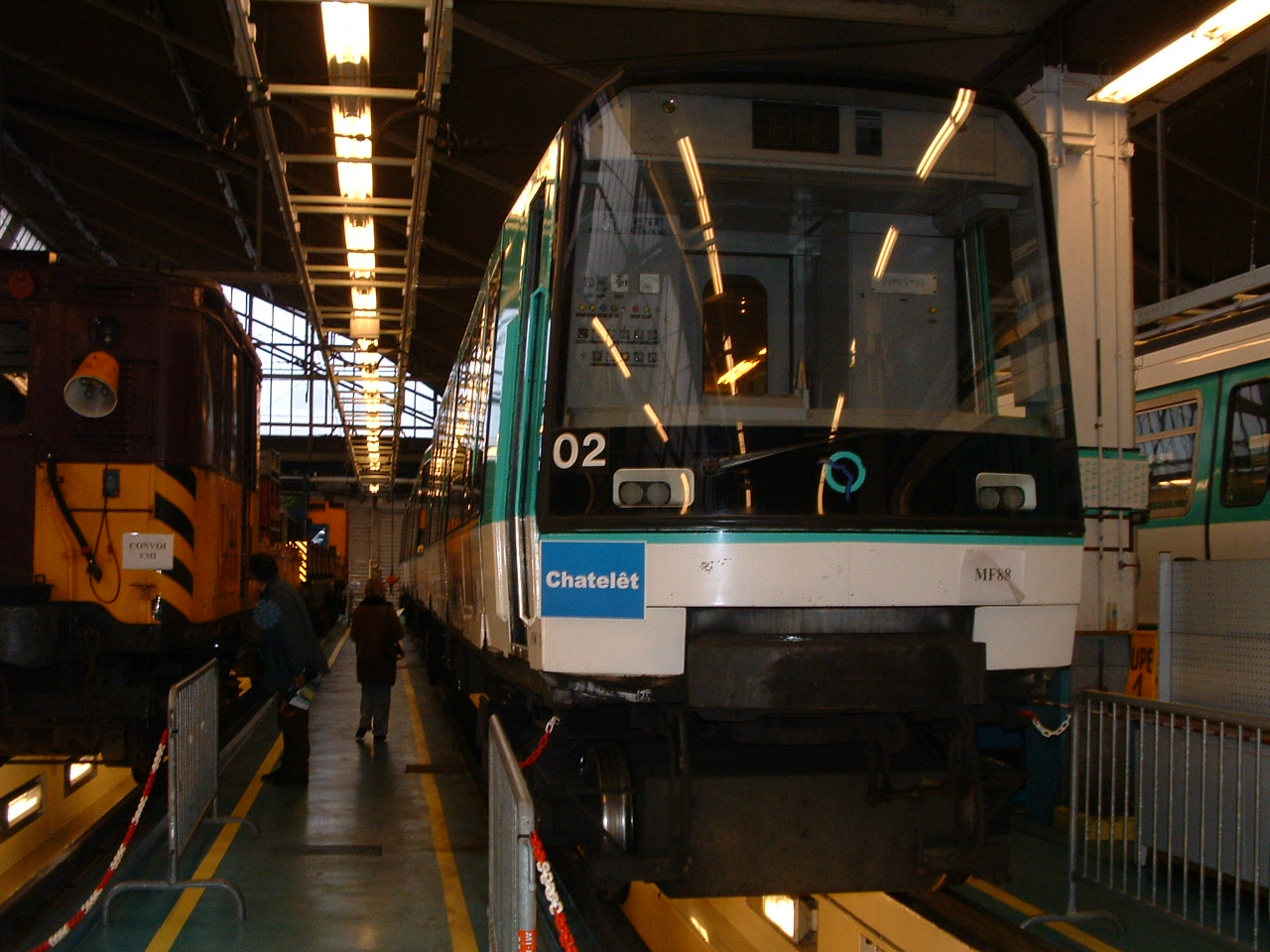
Treno MF 88 della linea 7 bis al deposito di Choisy, 2003.
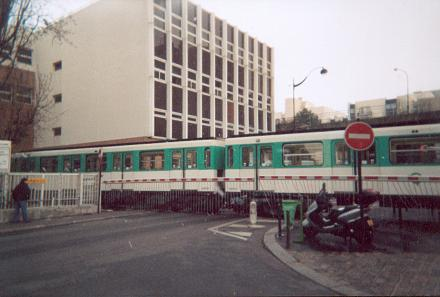
Curiosità: il passaggio a livello di rue de Lagny, nel XX arrondissement di Parigi, che conduce ai depositi di manutenzione.

## Manutenzione delle linee

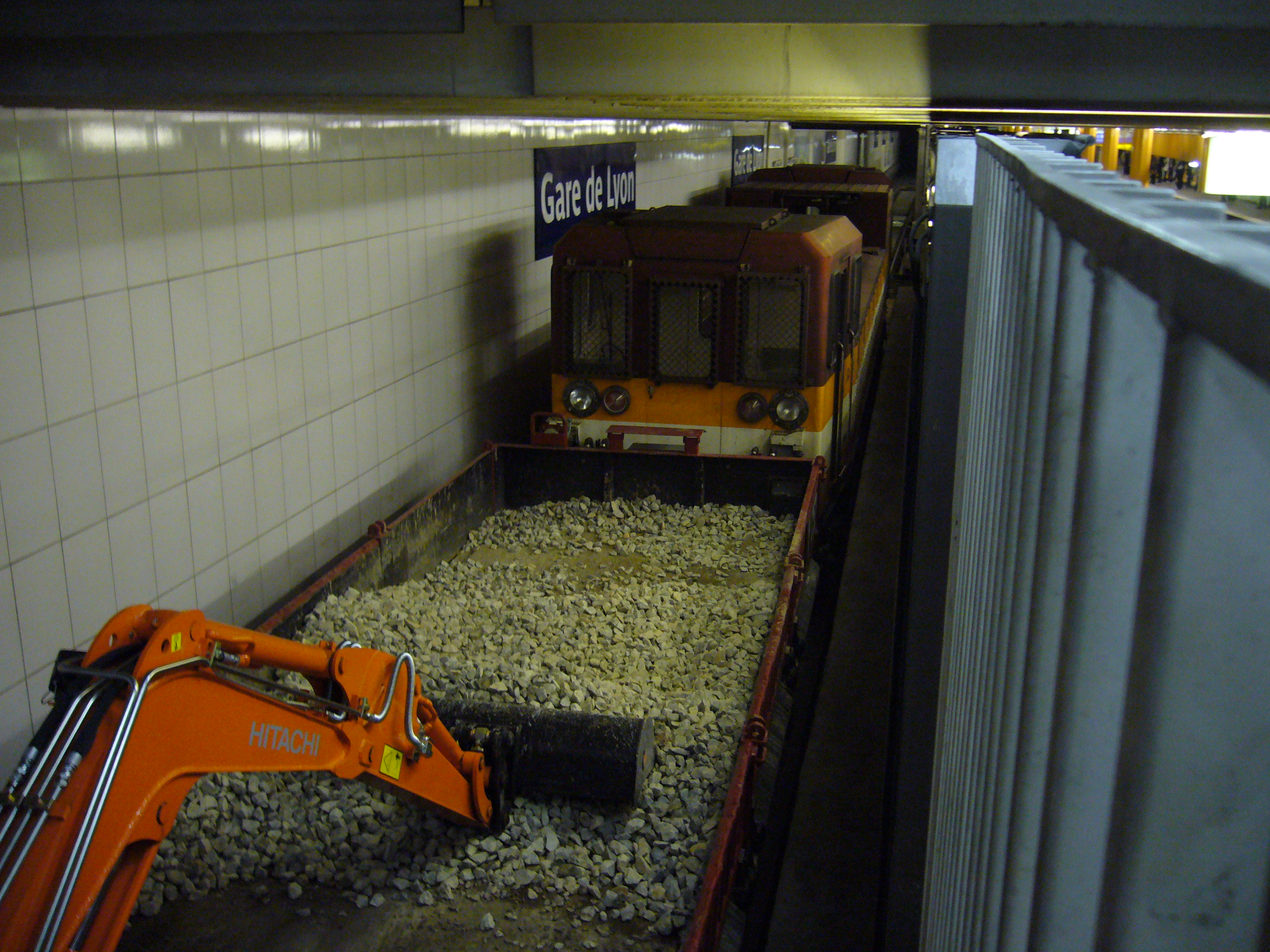
Trattore a marcia autonoma in servizio presso Gare de Lyon (linea 1), nel novembre 2008.

La manutenzione delle linee si effettua solo in orario notturno. Si effettuano operazioni leggere - molatura dei binari, sostituzione di componenti danneggiati, pulizia della linea - e più pesanti, come il rinnovo della via ferrata, la ristrutturazione delle stazioni, il consolidamento dei tunnel. Vi sono allo scopo dei treni da lavoro, basati al deposito di "la Villette", che circolano la notte allo scopo di espletare questi servizi. Un tempo allo scopo si usavano treni Sprague convertiti, poi sostituiti dai TMA e dai TME.
La rete metropolitana è afflitta da due gravi problemi: la vecchiaia delle infrastrutture (i tunnel sono perlopiù ultracentenari) e la vicinanza della falda freatica, con conseguente necessità di installare delle pompe idrovore in alcuni punti per evitare allagamenti, oltre a eseguire frequenti lavori di consolidamento delle opere murarie, per evitare crolli e cedimenti.

### Prevenzione delle inondazioni
Memore dell'esperienza del 1910 (quando la Senna straripò, allagando anche diverse sezioni del metrò) la RATP ha adottato a decorrere dal 2001 un Plan Prévisionnel des Risques d'Inondation (Piano preventivo dei rischi d'inondazione - PPRI): in caso di necessità, 1200 persone vengono mobilitate per ostruire 475 possibili entrate per l'acqua (entrate delle stazioni, condotti di ventilazione, ascensori..) per proteggere la porzione di rete a rischio (140 km circa). L'allerta scatta allorché il livello del fiume raggiunge 5.60 m al pont d'Austerlitz e le operazioni di sicurezza cominciano allorché il livello sale a 6.60 m. In tal caso, la linea 1 verrebbe chiusa tra Château de Vincennes e Charles de Gaulle-Étoile, seguita da tutta la linea 8 l'indomani e eventualmente dalle altre (caso per caso). Un contratto con delle imprese della Valle della Marna mette a disposizione della RATP 70.000 mattoni, 20.000 sacchi di sabbia, 9.000 pezzi di legno e 250 betoniere, più altre protezioni modulabili.

## Segnalamento

### Linee classiche

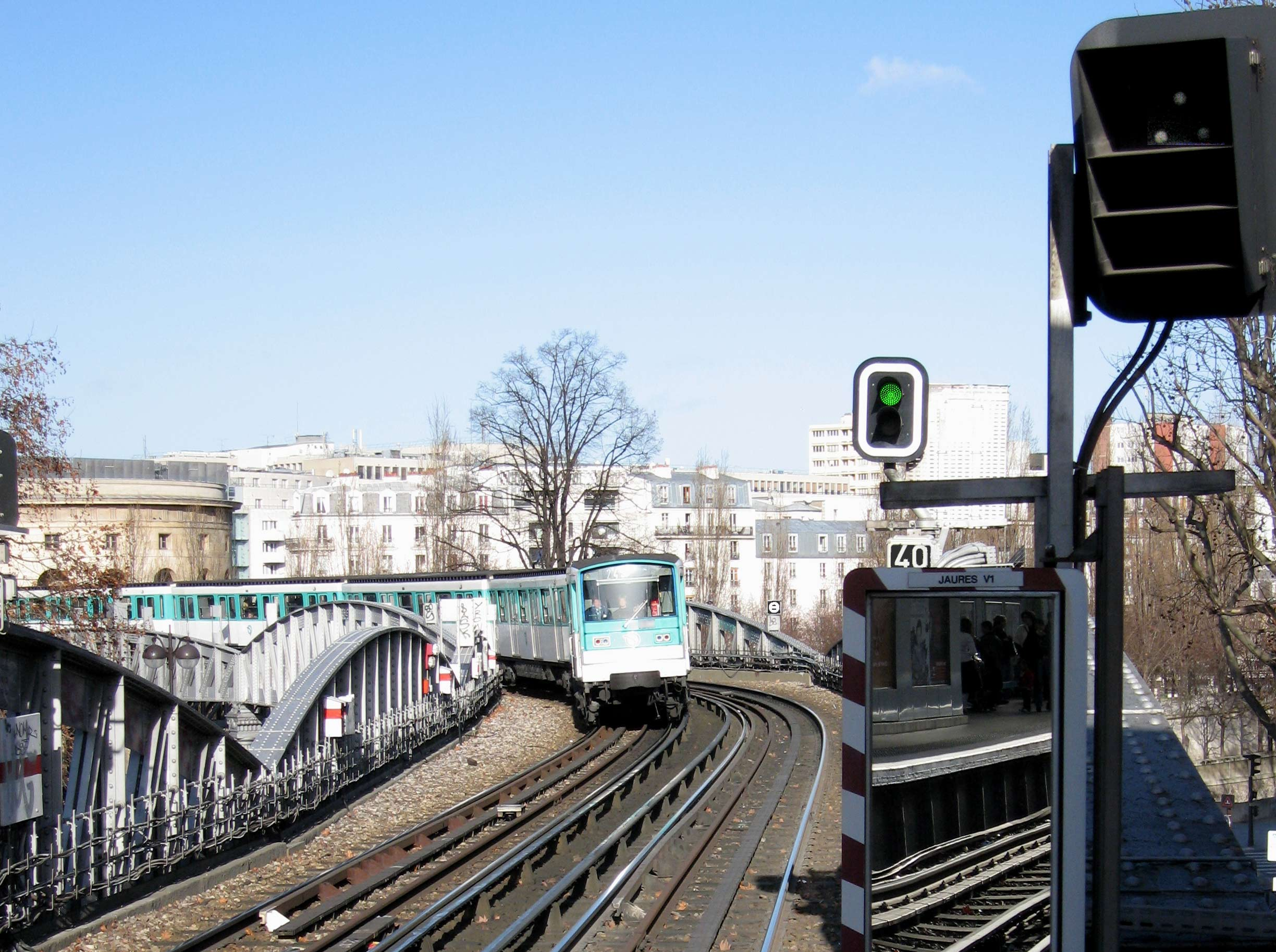
In uscita da Jaurès (linea 2), la via è libera (semaforo verde), e la velocità è limitata a 40 km/h.

Ogni linea è suddivisa in sezioni relativamente corte, protette da dei semafori che, in situazioni normali, non devono essere superati se rossi. In caso di scarsa visibilità o se si ritiene che il conduttore possa avere tempi di reazione troppo lenti, tale semaforo può essere preceduto da un preavviso (luce gialla = semaforo successivo rosso). Normalmente, due convogli che marciano sulla stessa linea nella stessa direzione sono separati da due semafori rossi (cioè da una sezione libera). In caso di grande affollamento, una E luminosa gialla consente di ridurre questa distanza a poche decine di metri; tale avviso è generalmente accompagnato da un limite di velocità.
Inoltre, grazie al fatto che la conduzione dei treni è sempre parzialmente automatizzata, sulle linee più affollate la distanza tra un treno e l'altro può calare fino a 90 secondi. Infatti dagli anni 1970, grazie a un apposito sistema, la marcia dei treni è regolata automaticamente, fatte salve le linee a basso traffico (10, 3 bis e 7 bis). Un calcolatore posizionato a bordo del treno ne controlla l'avanzamento, in base ai segnali emessi da un cavo elettrico steso in mezzo alle rotaie, e controlla la frenata e l'accelerazione in funzione dei limiti stabiliti. Grazie a ciò, il margine di errore nello spazio d'arresto dei treni non supera mai i 50 cm.
Al capolinea, il calcolatore centrale della linea, sulla base dell'orario e del traffico, avvisa il conducente di quando avviare il treno. Al segnale, il macchinista chiude le porte e avvia il treno; in caso di necessità, tuttavia, tale sistema può essere disinserito e il macchinista può assumere il completo controllo del convoglio. Per mantenere l'allenamento alla conduzione del treno, il macchinista è tenuto durante il suo servizio a compiere almeno una corsa in conduzione manuale, generalmente nelle ore di bassa affluenza e poco dopo mezzogiorno; questa disposizione è stata introdotta in seguito all'incidente avvenuto il 30 agosto 2000 a Notre-Dame-de-Lorette.

### Linee automatiche

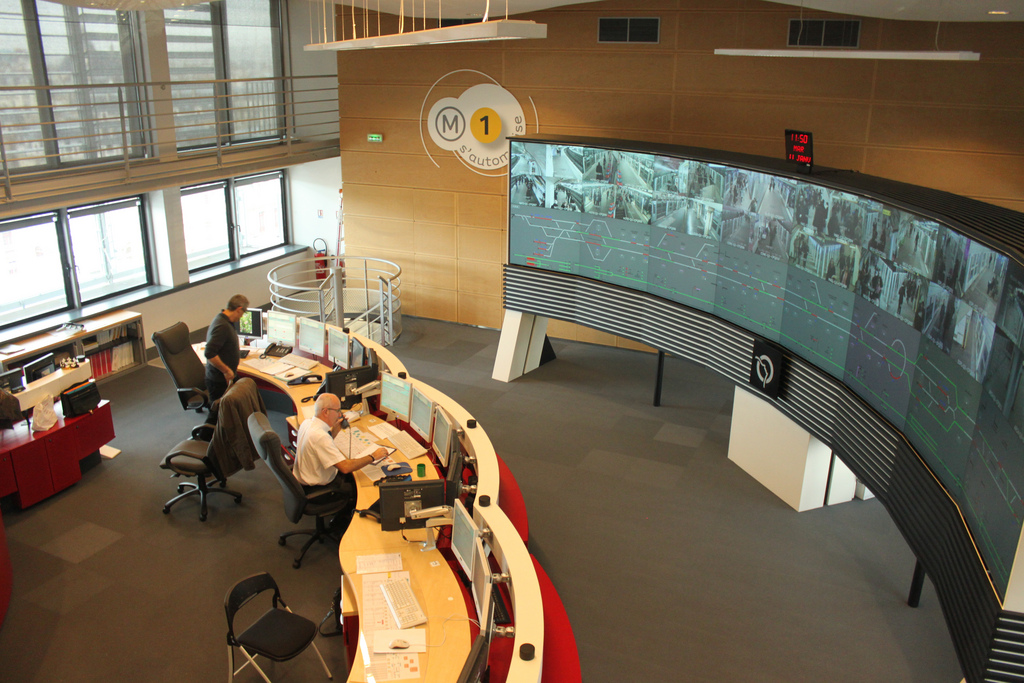
La centrale di controllo della linea 1.

Nel caso delle linee 14 e 1, completamente automatiche, non essendovi il macchinista, la segnaletica è diversa e minimalista. La novità principale è la presenza dei semafori viola, che, se accesi, vietano di condurre manualmente il treno: per farlo bisogna contattare il poste de commande centralisé (PCC - la centrale di controllo della linea). Tuttavia, le sezioni ferroviarie molto corte, unite alla segnaletica scarna, rendono difficoltosa la guida manuale su queste linee (che del resto viene effettuata solo in caso di emergenza).

## Sviluppi futuri

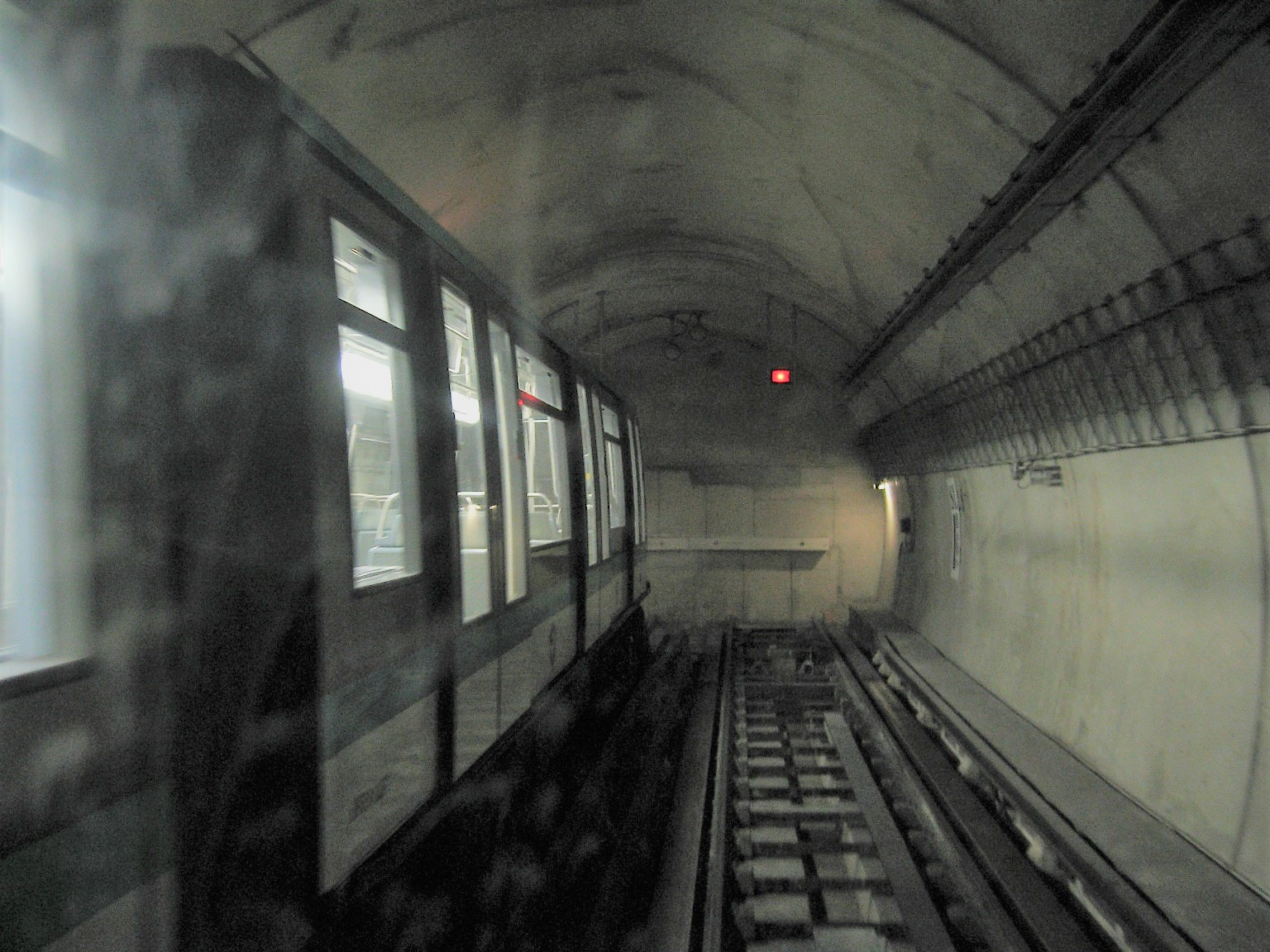
Fine del tunnel della linea 14 a Saint-Lazare, nel novembre 2005.

Lo sviluppo e l'ammodernamento della rete metropolitana di Parigi prosegue a tutt'oggi, ma molto a rilento, complice la mancanza di fondi e i limiti tecnici della rete, che mal si adatta a fare da collegamento con la banlieue.
A oggi gli investimenti più consistenti si concentrano sul tram, mezzo dall'implementazione più facile e dall'esercizio meno costoso, per il quale si ipotizza anche un futuro come prolungamento vero e proprio delle linee metropolitane.

### Aumentare la frequenza dei treni

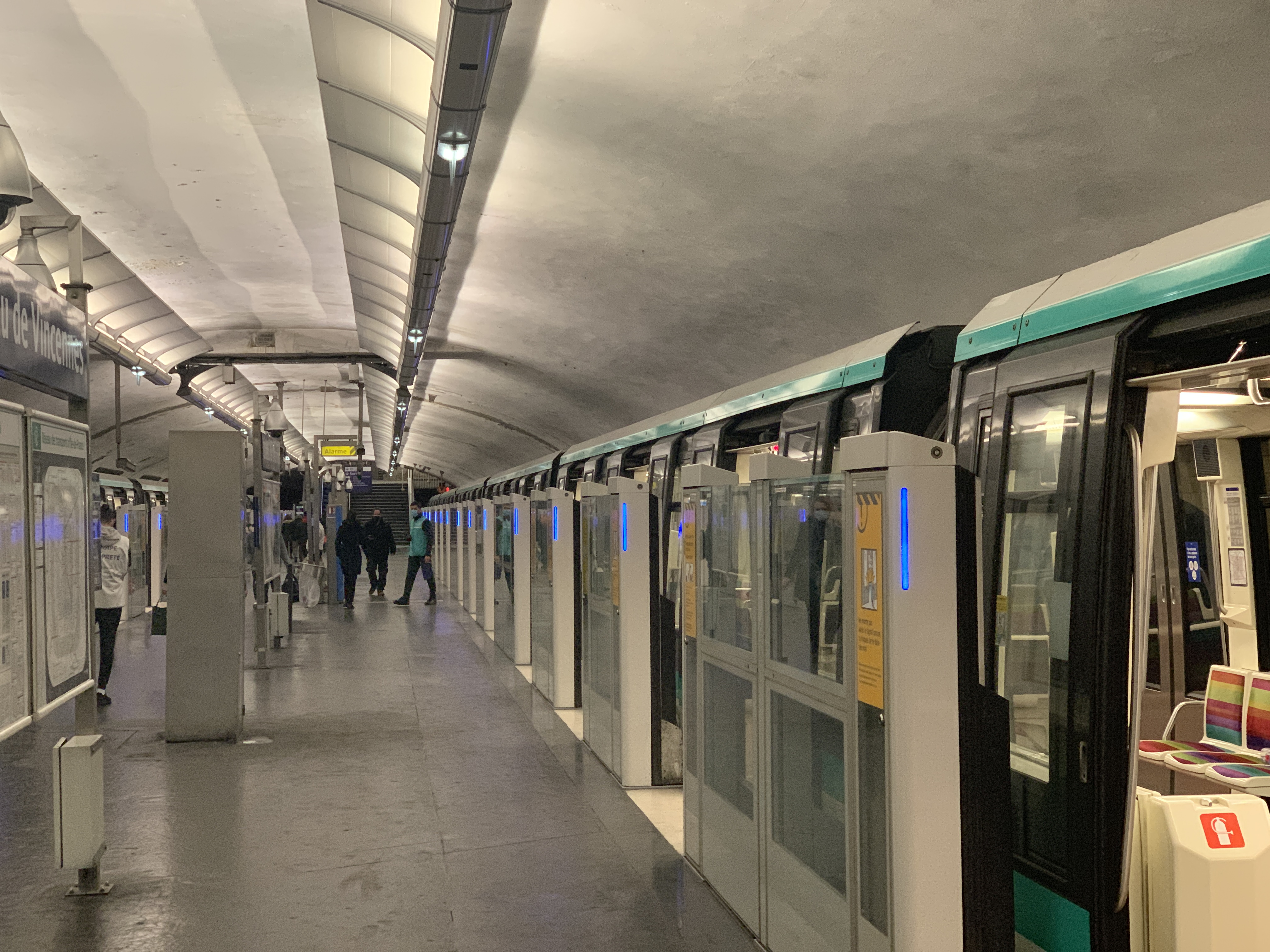
Test delle porte antisuicidio a Château de Vincennes (linea 1), nel dicembre 2020.

Per far fronte all'eccessiva affluenza di passeggeri nelle ore di punta, è stata progettata l'installazione di un nuovo sistema di comando e controllo dei treni. Noto col nome di OCTYS e in precedenza come OURAGAN (acronimo per Offre Urbaine Renouvelée et Améliorée Gérée par un Automatisme Nouveau - Offerta [di trasporto] urbana rinnovata e migliorata gestita da un nuovo automatismo), dovrebbe consentire il grado di automatizzazione dei convogli, riducendo a 90 secondi l'intervallo minimo tra l'arrivo dei treni in stazione.
Questo nuovo sistema, a implementazione avvenuta, consentirà anche di incrementare la sicurezza a bordo dei treni, in quanto sarà in grado di regolare automaticamente la velocità dei treni a seconda delle caratteristiche della linea, della distanza tra i treni e di eventuali disfunzioni.
Ne esistono due versioni:
- La versione base andrà ad abolire i segnali nei tunnel, essendo la cabina di guida dotata di un apposito visualizzatore che darà le istruzioni al conducente. Sarà adottata sulle linee 13, 5 e 9 (negli ultimi due casi in occasione dell'arrivo dei nuovi treni MF 01);
- La seconda versione, più semplice, non abolisce il segnalamento. Sarà installata sulle linee 3, 10 e 12, allorché il materiale rotabile sarà sostituito[14][16]

Sulla linea 13, l'entrata in funzione di questo sistema consentirà di portare il numero di treni all'ora di punta da 38 a 40. Tuttavia tale installazione, prevista in principio per il 2007, è slittata al 2011 e poi di nuovo al 2013. Per accelerare l'installazione, sulle banchine delle stazioni della linea 13 sono state altresì posizionate delle porte automatiche di sicurezza, parallele ai binari, che si aprono solo in presenza di un treno.

### Prolungamenti delle linee esistenti

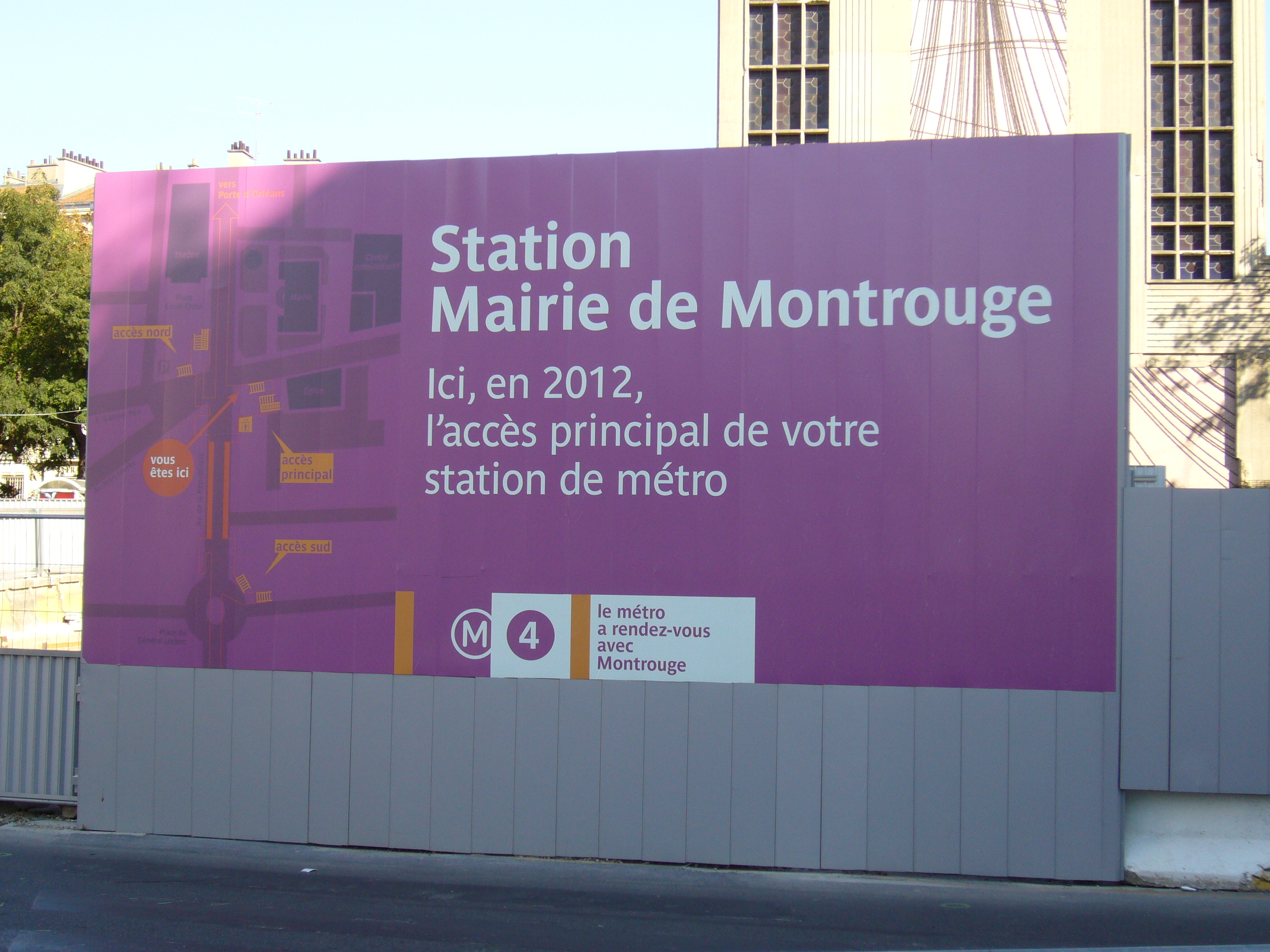
Lavori per la costruzione della fermata Mairie de Montrouge.

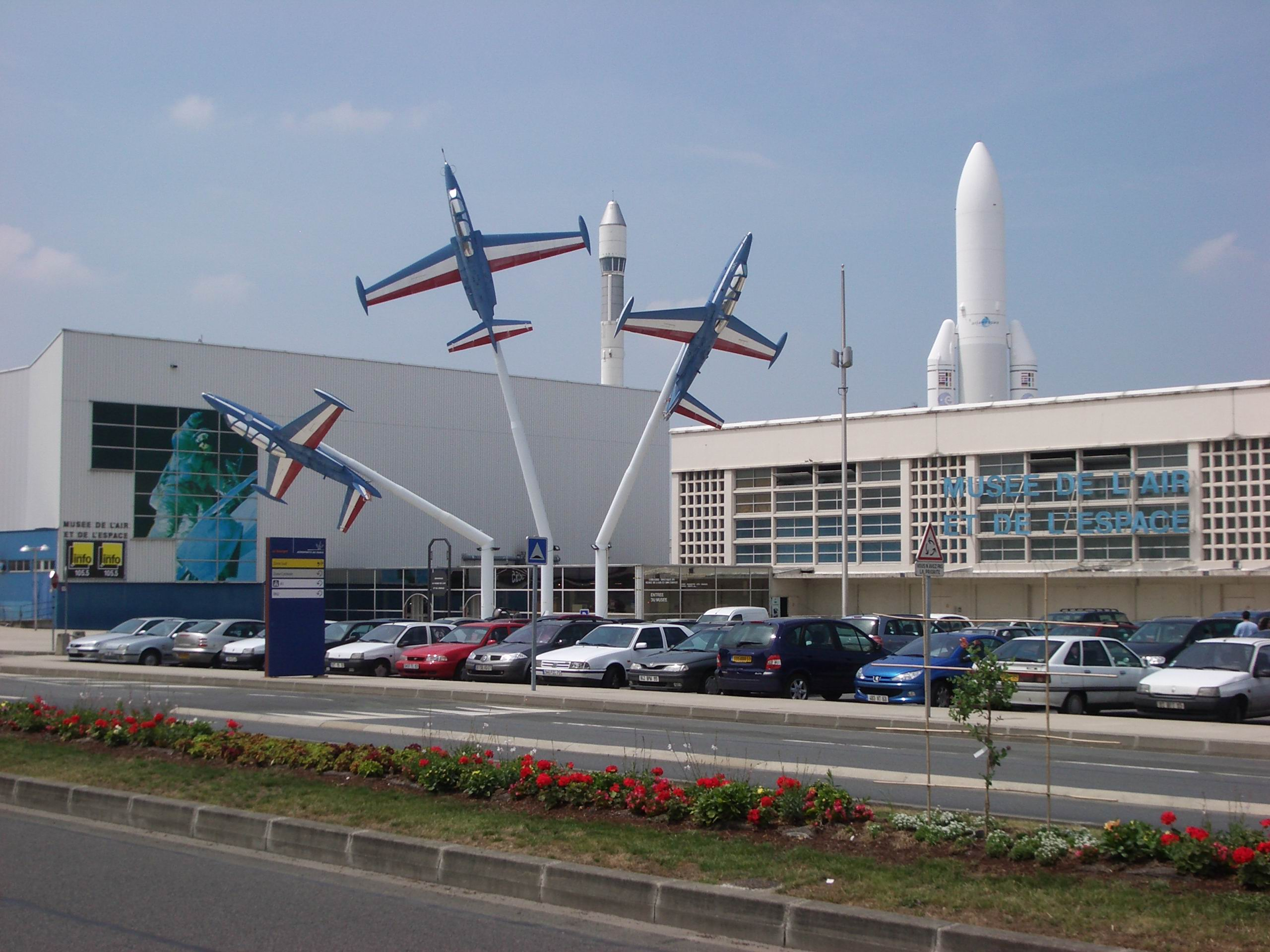
Il Musée de l'air et de l'espace di Le Bourget, sito pianificato del futuro capolinea della linea 7.

#### Pianificati e in corso di realizzazione
- Linea 11: prolungamento a est da Rosny-Bois-Perrier a Noisy - Champs (Grand Paris Express);

#### Proposti dalloSDRIFdel 2013
Entro il 2030:
- linea 1 a est fino a Val de Fontenay;
- linea 7 a nord fino a Le Bourget - RER;
- linea 9 a est fino a Montreuil - Hôpital;
- linea 10 a sud fino à Ivry - Gambetta;
- linea 12 a sud fino à Issy - RER;

Dopo il 2030:
- linea 5 a sud fino a Place de Rungis;
- linea 5 a nord fino a Drancy;
- linea 7 bis a est fino a Château-Landon e fusione con la linea 3 bis;
- linea 10 a sud fino a Les Ardoines (Vitry-sur-Seine);

#### Previsti e in seguito abbandonati
Prolungamenti previsti nel precedente SDRIF del 2008 e non più presenti nel successivo SDRIF del 2013:
- linea 1 a ovest fino a Nanterre-La Folie;
- linea 4 a nord fino ai Docks de Saint-Ouen;
- linea 7 a nord fino all'aeroporto di Parigi-Le Bourget;
- linea 12 a nord fino a La Courneuve - Six Routes;
- linea 12 a sud oltre Issy - RER, probabilmente fino a Meudon;
- linea 13 a nord fino a Port de Gennevilliers (ramo ovest);
- linea 13 a nord fino a Stains-La Cerisaie (ramo est);

#### Ipotesi e altri progetti
- Ipotesi e progetti di prolungamenti, che però non sono mai stati iscritti nello SDRIF:
  - linea 2 a ovest fino a Suresnes;
  - linea 3 a ovest fino a Bécon-les-Bruyères (Courbevoie);
  - linea 7 a sud oltre Mairie d'Ivry (ramo est);
  - linea 9 a sud oltre Pont de Sèvres;
  - linea 10 a ovest fino a Saint-Cloud;
  - linea 13 a sud oltre Châtillon - Montrouge;
  - linea 14 a sud fino a Morangis;
  - linea 18 a est oltre l'aeroporto di Parigi Orly;

### Grand Paris Express
Il progetto Grand Paris Express consiste in una rete di quattro linee ferroviarie lunghe in tutto 200 km, che circondano il territorio di Parigi, da realizzare congiuntamente dalla Société du Grand Paris (SGP) e dal Syndicat des transports d'Île-de-France (STIF).
Nel quadro di questo progetto, si prospetta la realizzazione della linea blu, una sorta di metrò automatico, lunga 28 km, risultante dal prolungamento della linea 14 a nord di Mairie de Saint-Ouen, fino a Saint-Denis Pleyel, in continuità con un altro prolungamento: da Saint-Lazare e a sud di Olympiades fino all'aeroporto di Orly.
| Linea | Percorso                                                   | Messa in servizio | Lunghezza in km | Numero di stazioni |
| ----- | ---------------------------------------------------------- | ----------------- | --------------- | ------------------ |
|       | Noisy - Champs ↔ Pont de Sèvres ↔ Champigny Centre         | 2022-2030         | 75              | 36                 |
|       | Saint-Denis Pleyel ↔ Noisy - Champs                        | 2023              | 27,5            | 10                 |
|       | Le Mesnil-Amelot ↔ Saint-Denis Pleyel ↔ Nanterre-La Folie  | 2023-2030         | > 25            | 13                 |
|       | Aéroport d'Orly ↔ Versailles-Chantiers ↔ Nanterre-La Folie | 2024-2030         | 50              | 12                 |

### Rinnovamento del materiale rotabile
All'inizio degli anni 2000 sono entrati in servizio i nuovi treni MF 01 e MP 05.
Per il futuro sono previsti i nuovi treni MP 14 e MF 19.

## Gestione
La metropolitana è gestita dalla Régie autonome des transports parisiens (RATP), per conto dell’Île-de-France mobilités, ex Syndicat des transports d'Île-de-France (STIF) con il quale stipula un contratto di servizio pluriennale.
La RATP gestisce anche una parte del RER, la rete degli autobus urbani di Parigi e banlieue e le otto linee del tram dell'Île-de-France (T1, T2, T3a, T3b, T5, T6, T7 e T8). La RATP è proprietaria di stazioni e infrastrutture, l'Île-de-France Mobilités del materiale rotabile.

### Tariffazione

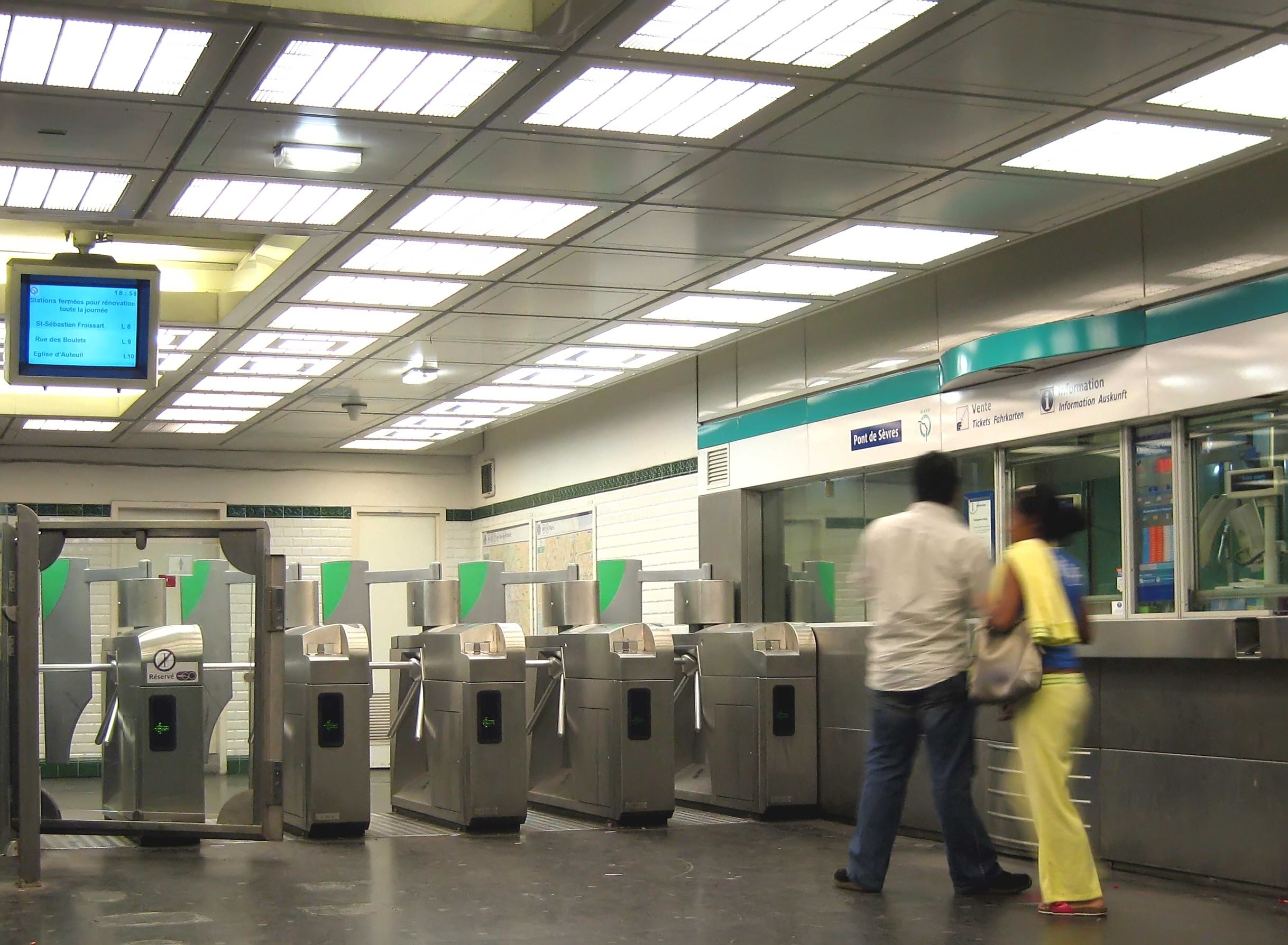
Biglietterie e tornelli a Pont de Sèvres (linea 9), nel 2006.

I mezzi di trasporto pubblici della Regione Île-de-France utilizzano un sistema di tariffazione per zone concentriche che dal 2011 sono 5. Parigi è situata nella zona centrale, la 1, che è circondata dalla 2 e così di seguito. In zona 3 si trovano la Basilica di Saint-Denis e la Grande Arche de La Défense; in zona 4 sono situati l'Aeroporto di Orly e la Reggia di Versailles; in zona 5 ci sono l'Aeroporto Charles de Gaulle e Disneyland Paris. I bimbi di età inferiore ai 4 anni viaggiano gratuitamente su Metrò, RER, bus e tram solo se non occupano un posto a sedere. I bimbi dai 4 ai 9 anni compiuti viaggiano con biglietti a tariffa ridotta: 50% sui carnet da 10 ticket t+ e sui Billet Île-de-France o Billet Origine-Destination (singolo e carnet). Riduzione del 50% sul Paris Visite per i bimbi dai 4 agli 11 anni compiuti.
Il metrò si situa nelle fasce 1 e 2, tranne 19 stazioni (2011) che si trovano in zona 3:
- Linea 1 (2 stazioni): La Défense e Esplanade de La Défense;
- Linea 5 (2 stazioni): Bobigny - Pantin - Raymond Queneau e Bobigny - Pablo Picasso;
- Linea 7 (1 stazione): La Courneuve - 8 Mai 1945;
- Linea 8 (6 stazioni): École Vétérinaire de Maisons-Alfort, Maisons-Alfort - Stade, Maisons-Alfort - Les Juilliottes, Créteil - L'Échat, Créteil - Université, Créteil - Préfecture e Créteil - Pointe du Lac;
- Linea 13 (7 stazioni): Châtillon - Montrouge, Gabriel Péri, Les Agnettes, Les Courtilles, Saint-Denis - Porte de Paris, Basilique de Saint-Denis e Saint-Denis - Université.

Il ticket t+ (disponibile singolarmente o in carnet da 10), non nominativo, consente un solo accesso su metropolitana o RER, e vale massimo 1 ora e 30 se utilizzato su bus e tram. Non c'è limite per i cambi di treno. Vale anche per la funicolare di Montmartre solo se ancora da obliterare. Si usa quindi su tutta la rete della metropolitana; sulla RER ma solo in zona 1; sui tram, bus (tranne l'Orlybus e il Roissybus) e bus notturni Noctilien in tutta l'Île-de-France. Con un solo ticket t+ ed entro 2 ore dalla prima all'ultima convalida sono possibili le coincidenze metrò/metrò e solo in zona 1 metrò/RER e RER/RER; bus/bus, tram/tram e bus/tram. Un solo ticket t+ è necessario per un tragitto all'interno della zona aeroportuale dell'aeroporto Charles de Gaulle. Viaggiando sui Noctilien si utilizza un ticket t+ per le 2 prime zone, poi un ticket supplementare per ogni altra zona che viene attraversata. I bus 299, 350 e 351 sono a tariffa speciale ed è richiesto un ticket per ogni 5 sezioni attraversate. Sui bus viene venduto un ticket a 2 € che non permette le coincidenze.
Il Billet Île-de-France o Billet Origine-Destination, non nominativo, è valido per un tragitto su tutte le linee della RER anche al di fuori di Parigi e sui treni Transilien così da poter raggiungere zone non coperte dalla rete della metropolitana. Se la destinazione o la partenza è Parigi, è possibile utilizzare il biglietto per la coincidenza RER/metrò o viceversa. Il costo del biglietto è proporzionale alla distanza tra la stazione di partenza a quella di arrivo. È disponibile anche in carnet da 10 biglietti.
Vi sono diversi tipi di abbonamento, che consentono ingressi e viaggi illimitati su metrò, bus e RER:
- il Mobilis giornaliero (valido dalle ore 00:00 alle 24:00) e nominativo, è accettato su tutti i mezzi di trasporto pubblici tranne l'Orlyval, Orlybus, Roissybus e per i tragitti con la RER B da Parigi all'aeroporto Charles de Gaulle. Si trova in vendita per le zone 1-2, 1-3, 1-4, 1-5;
- il Ticket Jeunes Week-end, nominativo, riservato ai minori di 26 anni. È un biglietto giornaliero valido dalle ore 00:00 alle 24:00 e utilizzabile un sabato, una domenica e un prefestivo francese. Ha gli stessi limiti di utilizzo del Mobilis ed è in vendita per le zone tariffarie 1-3, 1-5, 3-5;
- il Passe Navigo (ex Carte Orange) e il passe Navigo Découverte, nominativi, validi 10 anni e con ricariche settimanali, mensili e, per il Passe Navigo, anche annuali. È richiesta la foto tessera formato 25x30 mm. Il Passe Navigo è riservato a chi risiede o lavora nell'Île de France e viene rilasciato gratuitamente, il Passe Navigo Découverte è utilizzabile da tutti, turisti stranieri inclusi e ha un costo di acquisto di 5 €. Sono accettati su tutti i mezzi di trasporto pubblici tranne l'Orlyval. Il Passe settimanale vale dalle ore 00:00 di lunedì alle ore 23:59 di domenica (per i Noctilien la validità termina alle ore 6 del lunedì seguente) e quello che si trova in vendita il venerdì, sabato e domenica si utilizza da lunedì della settimana seguente. Il Passe mensile, valido dalle 00:00 del primo giorno del mese alle 23:59 dell’ultimo giorno del mese (per i Noctilien la validità termina alle ore 6 del giorno successivo all'ultimo del mese), si può acquistare dal giorno 20 del mese che precede quello di validità fino al giorno 19 del mese di validità. Al momento dell'acquisto si può optare per il Passe Navigo o Passe Navigo Découverte Toutes Zones che permette viaggi illimitati in tutte le 5 zone tariffarie a un'unica tariffa di ricarica oppure per 2 Zones, con la possibilità di scegliere tra le zone 2-3, 3-4 e 4-5 con diverse tariffe di ricarica;
- il Paris Visite è un biglietto nominativo accettato su tutta la rete trasporti pubblici dell'Île-de-France quindi utilizzabile su metrò, RER, Transilien, tram, bus (tranne i bus Filéo, i bus turistici), Orlyval e funicolare di Montmartre. È valido 1, 2, 3 o 5 giorni consecutivi e per le zone 1-3 e 1-5. La validità parte dalle ore 00:00 del primo giorno di utilizzo e termina alle 24:00 dell'ultimo giorno. Prevede sconti, che possono cambiare di anno in anno, in alcuni musei e monumenti, sui Bateaux Parisiens e sull'Open Tour. Riservato ai bimbi dai 4 agli 11 anni di età c’è il Paris Visite Enfant venduto a metà prezzo;
- la Carte Intégrale è annuale.

Vi è poi la Carte ImagineR per gli studenti.

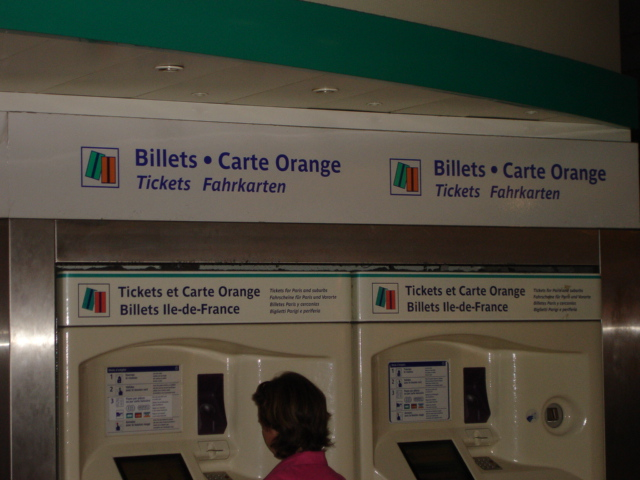
Biglietteria automatica RATP (2006).

Vi sono poi le carte turistiche (Paris Visite, Open Tour ecc.) che combinano il normale biglietto a degli sconti per i musei e altre facilitazioni.
Gli anziani, le famiglie numerose e gli indigenti beneficiano di tariffe ridotte. Coloro che ricevono assegno di disoccupazione o una qualunque altra forma di sussidio viaggiano gratuitamente in tutta l'Île-de-France da aprile 2007.
I titoli di viaggio si acquistano nelle stazioni, nelle biglietterie RATP e nei negozi convenzionati.
La metropolitana parigina è stata l'unica al mondo ad avere convogli distinti in prima e seconda classe. I vantaggi del viaggio in 1ª classe erano le carrozze poste a metà treno (più sicure in caso di collisione) e i sedili imbottiti (che saranno poi estesi alla seconda classe dopo il 1945). Fatto salvo un breve periodo di soppressione della prima classe (2 febbraio 1947 - 30 novembre 1948), tale peculiarità fu mantenuta fino al 1982. Da allora, l'accesso alla 1ª classe con un biglietto di seconda fu autorizzato prima delle ore 9:00 e dopo le ore 17:00, tranne che per gli invalidi e le donne incinte (che avevano accesso libero sempre). Dal 1991 si passò definitivamente alla classe unica su tutti i treni.
Dettaglio delle tariffe
- Biglietto singolo Ticket t+: 1,90 €;
- Ticket t+ venduto a bordo degli autobus: 2,00 €;
- Carnet da 10 biglietti (tariffa piena): 14,90 €;
- Carnet da 10 biglietti (tariffa ridotta per i bambini dai 4 ai 9 anni compiuti): 7,45 €;
- Carta Paris Visite Adulte:
  - zone 1-3: 1 giorno 12,00 €, 2 giorni 19,50 €, 3 giorni 26,65 €, 5 giorni 38,35 €
  - zone 1-5: 1 giorno 25,25 €, 2 giorni 38,35 €, 3 giorni 53,75 €, 5 giorni 65,80 €;
- Carta Paris Visite Bambini dai 4 agli 11 anni:
  - zone 1-3: 1 giorno 6,00 €, 2 giorni 9,75 €, 3 giorni 13,30 €, 5 giorni 19,15 €;
  - zone 1-5: 1 giorno 12,60 €, 2 giorni 19,15 €, 3 giorni 26,85 €, 5 giorni 32,90 €
- Carta Mobilis (giornaliero):
  - zone 1-2 7,50 €;
  - zone 1-3 10,00 €;
  - zone 1-4 12,40 €;
  - zone 1-5 17,80 €.
- Ticket Jeunes Week-end (giornaliero - valido sabato, domenica e festivi - riservato ai giovani -26 anni)
  - zone 1-3 4,10 €;
  - zone 1-5 8,95 €;
  - zone 3-5 5,25 €.
- Passe Navigo Toutes Zones per tutte le 5 zone tariffarie
  - settimanale 22,80 €, mensile 75,20 €
- Passe Navigo 2 Zones
  - zone 2-3: settimanale 20,85 €, mensile 68,60 €;
  - zone 3-4: settimanale 20,20 €, mensile 66,80 €;
  - zone 4-5: settimanale 19,85 €, mensile 65,20 €;
- Accesso Aeroporto Charles de Gaulle con il Roissybus
  - Opéra ↔ Aeroporto Charles de Gaulle 12,00 €.
- Accesso Aeroporto d'Orly con l'Orlybus
  - Denfert Rochereau ↔ Aeroporto Orly Sud 8,30 €;
- Accesso Aeroporto d'Orly con l'Orlyval
  - Orly ↔ Antony 9,30 €, ridotto 4,65 €;
  - Orly ↔ Parigi intra-muros 12,10 €, ridotto 6,05 €.

La Carte Orange è stata ufficialmente eliminata il 1º febbraio 2009 per lasciar posto al Passe Navigo, riservato a chi risiede e lavora nell'Île de France, e al Passe Navigo Découverte, che può essere acquistato da tutti, turisti compresi. Il Passe Navigo Découverte ha un costo di emissione pari a 5,00 € e dura 5 anni, l'abbonamento settimanale fino alla domenica costa 22,50 e consente una riduzione (11,00€ anziché 17,00) sui biglietti per il Batobus, comprende tutte e cinque le zone compreso Disneyland e Versailles. Necessita una fototessera 20x25.

### Finanziamento

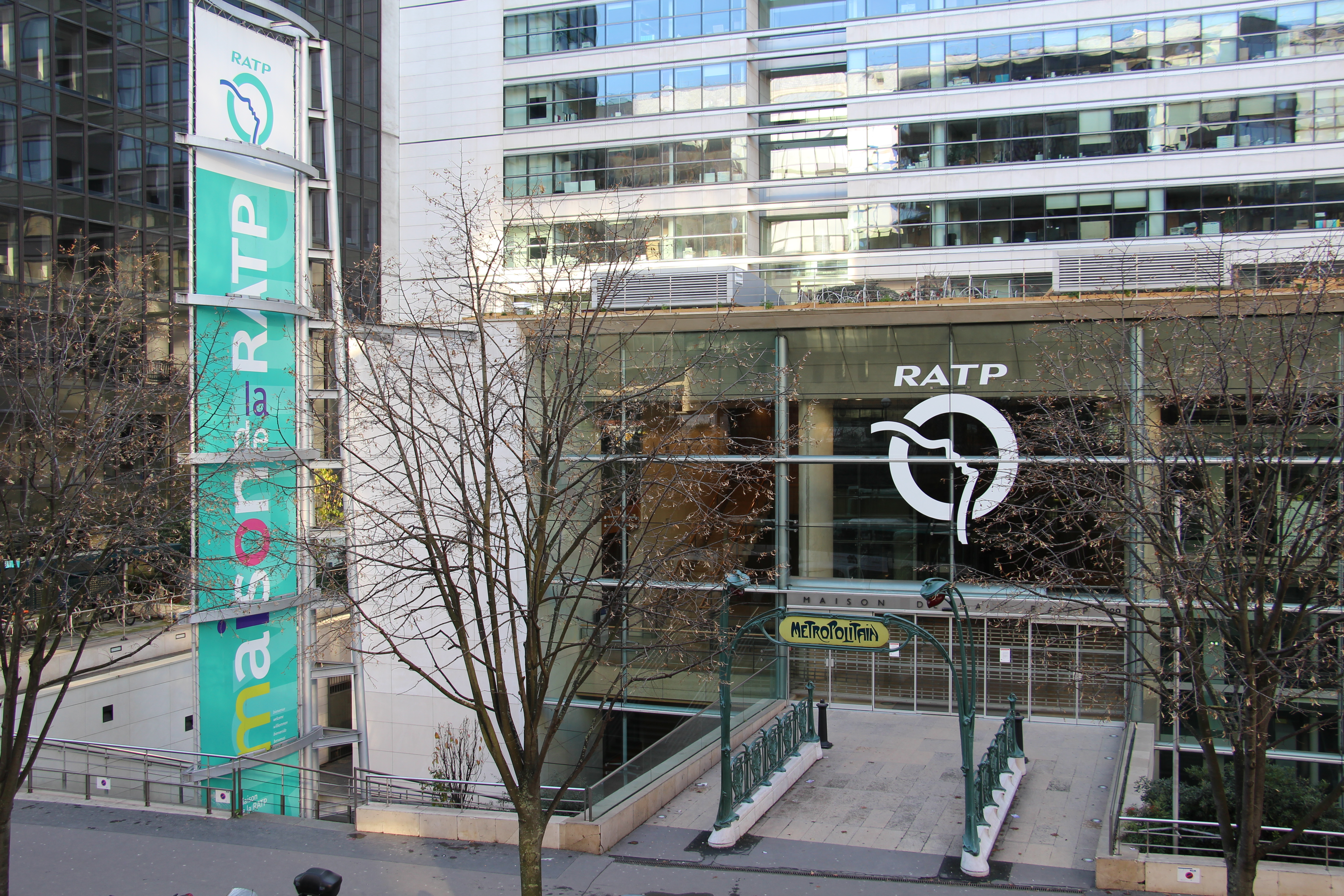
La sede della RATP.

Nel 2016, i finanziamenti per il funzionamento della rete sono assicurati dalla RATP. Tuttavia il costo dei biglietti (limitato dalla legge) non basta a coprire tutte le spese. Pertanto il deficit di entrate è compensato dal Syndicat des transports d'Île-de-France (STIF), emanazione diretta del consiglio regionale dell'Île-de-France in materia di trasporti. Il sindacato definisce le condizioni di trasporto, gli orari e le varie indicazioni di servizio.
La RATP non separa la contabilità per metrò, RER, tram e bus. Le cifre qui riportate inglobano dunque tutte le attività. Nel 2005, le entrate dai trasporti per la RATP ammontavano a 1.9 miliardi di euro. Lo STIF ha versato 1.2 miliardi di euro per integrare l'incasso, con l'aggiunta di 680 milioni di euro per riportare in pareggio il bilancio aziendale (il deficit annuale ammontava a 467 milioni di euro), che segnalava altresì un indebitamento lordo di 4 miliardi di euro, che ha comportato, nel 2005, 190 milioni di euro di oneri finanziari.
Gli investimenti consistenti (ampliamento della rete) sono co-finanziati dallo Stato francese e dalla regione Île-de-France. In dettaglio, il 50% del totale è a carico della regione, il 30% dello Stato e il 20% della RATP (che beneficia di prestiti speciali accordati dalla regione). Nel periodo 2000-2006 800 milioni di euro sono stati spesi per ampliare la rete metropolitana (molto meno degli 1,4 miliardi spesi per il tram).
Le spese di rinnovamento del parco mezzi e della manutenzione ordinaria sono tutte a carico della RATP, che spesso per ridurre i costi si affida a società di leasing.

### Personale
Il personale che opera sulla metropolitana si divide in due categorie: agenti di stazione e agenti di conduzione. I primi gestiscono le biglietterie, vigilano sulla sicurezza e l'efficienza delle stazioni ed effettuano azioni di controlleria. I secondi sono i macchinisti e i tecnici. La turnazione è divisa in tre fasce (giorno, mista, notte). Nello svolgimento della loro funzione, gli agenti hanno qualifica di pubblico ufficiale.

## Informazione ai passeggeri

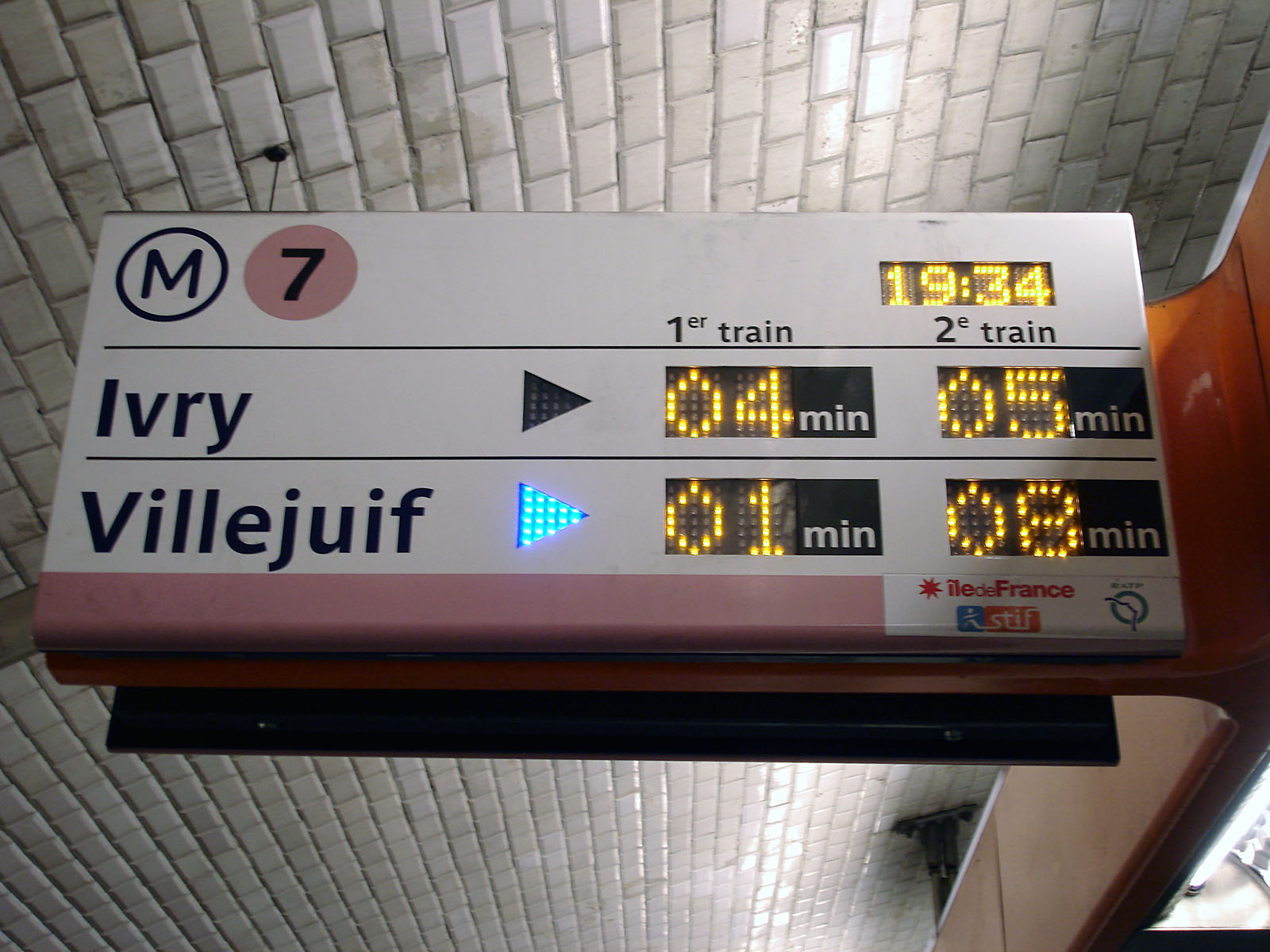
Pannello SIEL a Place Monge (linea 7), nel novembre 2008.

Sulle banchine di tutte le stazioni sono installati dal 2010 dei tabelloni elettronici noti come SIEL (Système d'Information En Ligne) che indicano il tempo d'attesa per i treni. Nei casi delle linee 7 e 13, che hanno delle biforcazioni, un segnale luminoso aggiuntivo indica la destinazione del treno in arrivo. All'occorrenza il sistema può anche diffondere dei segnali acustici preregistrati per dare informazioni ai passeggeri e impartire ordini.
Tale sistema è integrato a bordo dei treni dal sistema ASVA (Annonces sonores et visuelles automatiques), in via d'installazione su tutti i treni in servizio. Esso consiste in mappe della linea affisse sopra ogni porta delle carrozze, con un led per ogni stazione. Allorché il treno ne raggiunge una, il led corrispondente si spegne e una voce annuncia il nome della fermata e il lato di apertura delle porte.

### Piantine
La piantina, detta in francese Plan du métro de Paris, rappresenta le stazioni e le linee della metrò parigina. Essa mostra le fermate topograficamente, senza soffermarsi sulla loro reale posizione geografica; difatti è possibile che due stazioni, molto distanti sulla mappa, siano in realtà molto vicine tra di loro.
Tuttavia la realtà geografica non è stata abbandonata e viene riutilizzata dall'agenzia bdcconseil.
Il carattere utilizzato per i nomi della maggior parte delle linee e delle stazioni è Parisine, ideato dal francese Jean François Porchez.
La cartina, inoltre, è stata numerose volte riprodotta sotto forma di parodia; per esempio nel 1999 la RATP pubblicò una piantina dove i nomi delle stazioni erano sostituiti con dei loro anagrammi.

## La metropolitana di Parigi nella cultura di massa

### Nel cinema

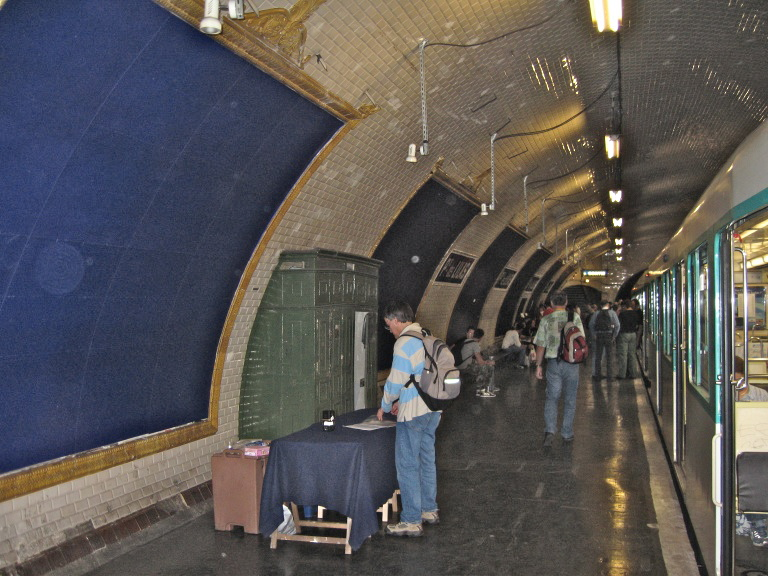
La stazione Porte des Lilas - Cinéma.

Molti film sono stati girati sulla metropolitana di Parigi: tra i principali vi sono Mentre Parigi dorme (Marcel Carné, 1946), Subway (Luc Besson, 1985), Il poliziotto della brigata criminale (Henri Verneuil, 1975) e La Grosse Caisse (Alex Joffé, 1965). Tra gli altri vi sono anche Frank Costello faccia d'angelo (Jean-Pierre Melville, 1967), Rosso sangue (Leos Carax, 1986) e L'amico americano (Wim Wenders, 1977).
Vi è poi la stazione Porte des Lilas - Cinéma, sita sul tratto di via ferrata fuori servizio tra le linee 3 bis e 7 bis, generalmente chiusa al pubblico. Tale stazione è stata adibita dalla RATP a set cinematografico per girare scene filmate che sarebbero impossibili da realizzare sulla rete (di notte l'orario di chiusura è troppo breve). A tal scopo, l'arredamento della stazione può essere adeguato alle necessità.
Tra i principali film che sono stati girati in questo particolare set si citano Il favoloso mondo di Amélie (la scena ambientata nella fermata Abbesses è stata locata a Porte des Lilas), Formidabili amici.., Les Rois mages e Paris, je t'aime. Una delle stazioni della linea 4, Alésia, compare per pochi istanti nel film d'animazione Le dodici fatiche di Asterix (nell'"Antro della Bestia"), suscitando lo stupore dei due "galli" per quell'oggetto ignoto (una metropolitana in passaggio). La scelta di questa stazione non è casuale, essendo i protagonisti giunti (in questo film) a un "redde rationem" con Giulio Cesare: la stazione, infatti, prende il nome dalla Battaglia di Alesia, fra Cesare e Vercingetorige.
Zazie nel metrò (Louis Malle, 1960) e L'ultimo metrò (François Truffaut, 1980) sono altri film fortemente incentrati sulla metropolitana.

### Nella letteratura
La metropolitana è evocata in vari romanzi, tra cui Le tout sur le tout di Henri Calet, Les faux frères di Paul Guimard, due pagine del diario di Franz Kafka, nelle quali spiega come il metrò gli abbia svelato l'anima parigina, il suo dinamismo, il suo modo di muoversi. Tanti altri scrittori hanno poi parlato del metrò nelle loro opere: Louis Aragon, Jean Cocteau, Jacques Prévert, Claude Roy, Robert Desnos, Léon-Paul Fargue o ancora Marcel Allain in un episodio di Fantômas, in cui il protagonista sequestra un treno tra le stazioni Anvers e Barbès (Fantômas vole des blondes).
Il metrò è anche il filo conduttore dell'opera di Lorànt Deutsch Métronome, l'histoire de France au rythme du métro parisien. Vi è poi Métro parisien, petits plaisirs du soir et du matin di Julien Lootens che menziona diversi fatti e dati riguardo alla metropolitana parigina: numero di passeggeri, cronologia, storia del prezzo dei biglietti, aneddoti sulla sua costruzione.

### Nella musica

#### I musicisti del metrò

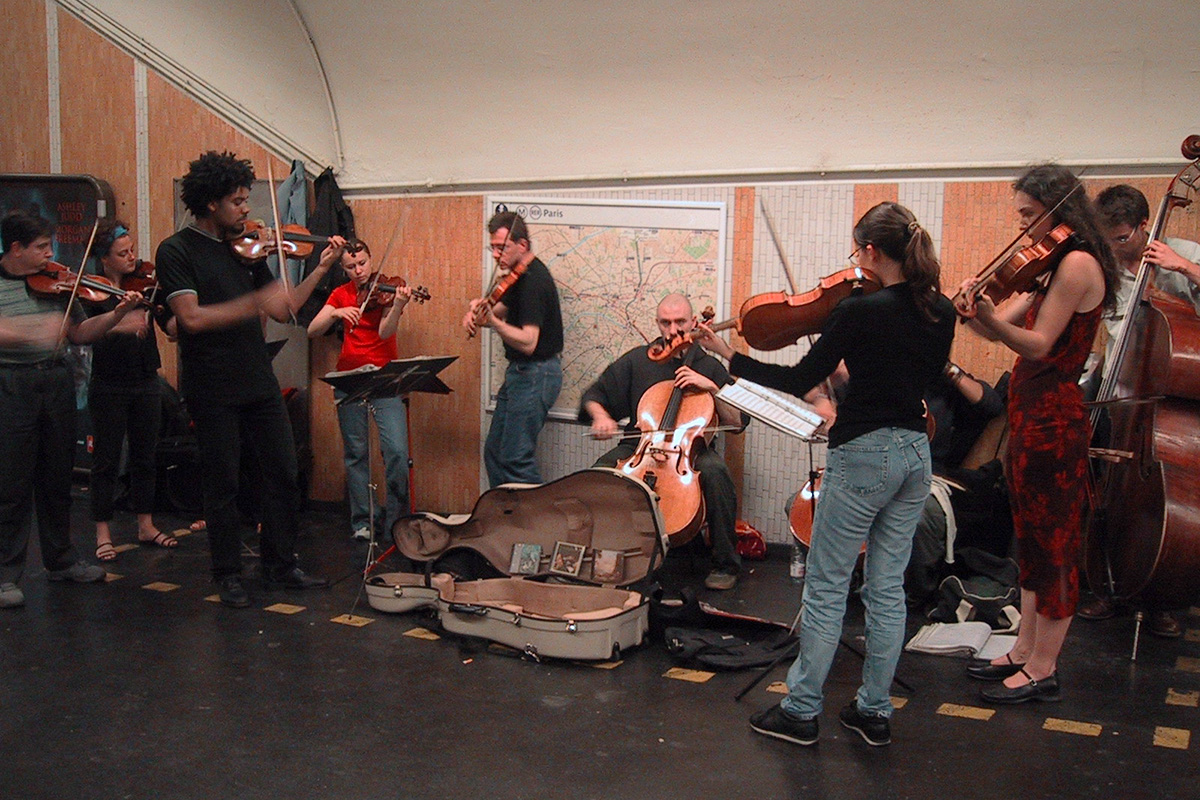
Un gruppo di "musicisti del metrò".

La presenza di musicisti nelle stazioni del metrò è una tradizione antica quanto la rete stessa. Nel 1997 la RATP ha creato una struttura speciale, la Espace métro accords (EMA), che limita e regolamenta questa attività.
I musicisti che intendono suonare in una stazione del metrò devono dunque recarsi presso l'Espace Métro Accord per un'audizione. Se vengono autorizzati a suonare nelle gallerie, i musicisti ricevono uno speciale pass da esibire a ogni richiesta. A ogni modo è fatto divieto assoluto di suonare a bordo dei treni o sulle banchine a bordo binari.
Con queste disposizioni, la RATP intende proporre ai suoi passeggeri un "intrattenimento musicale" di alta qualità. Del resto tanti grandi musicisti e cantanti si sono fatti conoscere proprio suonando nelle stazioni: Alain Souchon, Manu Dibango, Jacques Higelin, Touré Kunda, Dany Brillant, Ben Harper e, più di recente, Lââm, Anis e William Baldé.
In cambio di tutto ciò, l'EMA propone ai migliori tra i musicisti del metrò contratti per incidere dischi e partecipare a festival o eventi canori.

#### Canzoni sul metrò
Numerose canzoni di celebri artisti hanno per tema il metrò, come Le Poinçonneur des Lilas di Serge Gainsbourg, Le métro di Léo Ferré, Métro di Yves Montand, Y'a d'la joie di Charles Trenet, Le Métro de Paris di Édith Piaf, Bercy Madeleine di Pierre Perret, Métro c'est trop dei Téléphone, The Metro dei Berlin, Mon Métro di Anis o ancora Métro dei Java. Inoltre la clip Un autre monde (1986) del gruppo Téléphone è stata girata su un treno della linea 6 del metrò.

### Numismatica
Per quel che riguarda la numismatica, in onore del metrò di Parigi sono state coniate alcune medaglie:
- in omaggio ai costruttori (1912)[35];
- per il cinquantenario della rete (1950)[36];
- in onore di Fulgence Bienvenüe[37];
- in omaggio ai dipendenti[38][39].

### Il coniglio della metropolitana
Il coniglio della metropolitana di Parigi (lapin du métro parisien) è un personaggio che dagli anni 1970 appare sugli avvisi di sicurezza per i viaggiatori affissi nella rete metropolitana (in particolare il rischio derivante dall'appoggiarsi alle porte dei treni).
Il suo aspetto si è via via evoluto: oggi si presenta come un coniglio antropomorfo rosa vestito con un completo giallo.
La popolarità di questo personaggio (che è stato adottato allo scopo anche sulla metropolitana di Lille) è tale da farne quasi un fenomeno di costume: la sua effigie è spesso ripresa dalla satira e (al pari del celebre avviso Mind the gap della metropolitana di Londra) non è raro vederlo stampato su delle T-shirt.

## Qualità del servizio

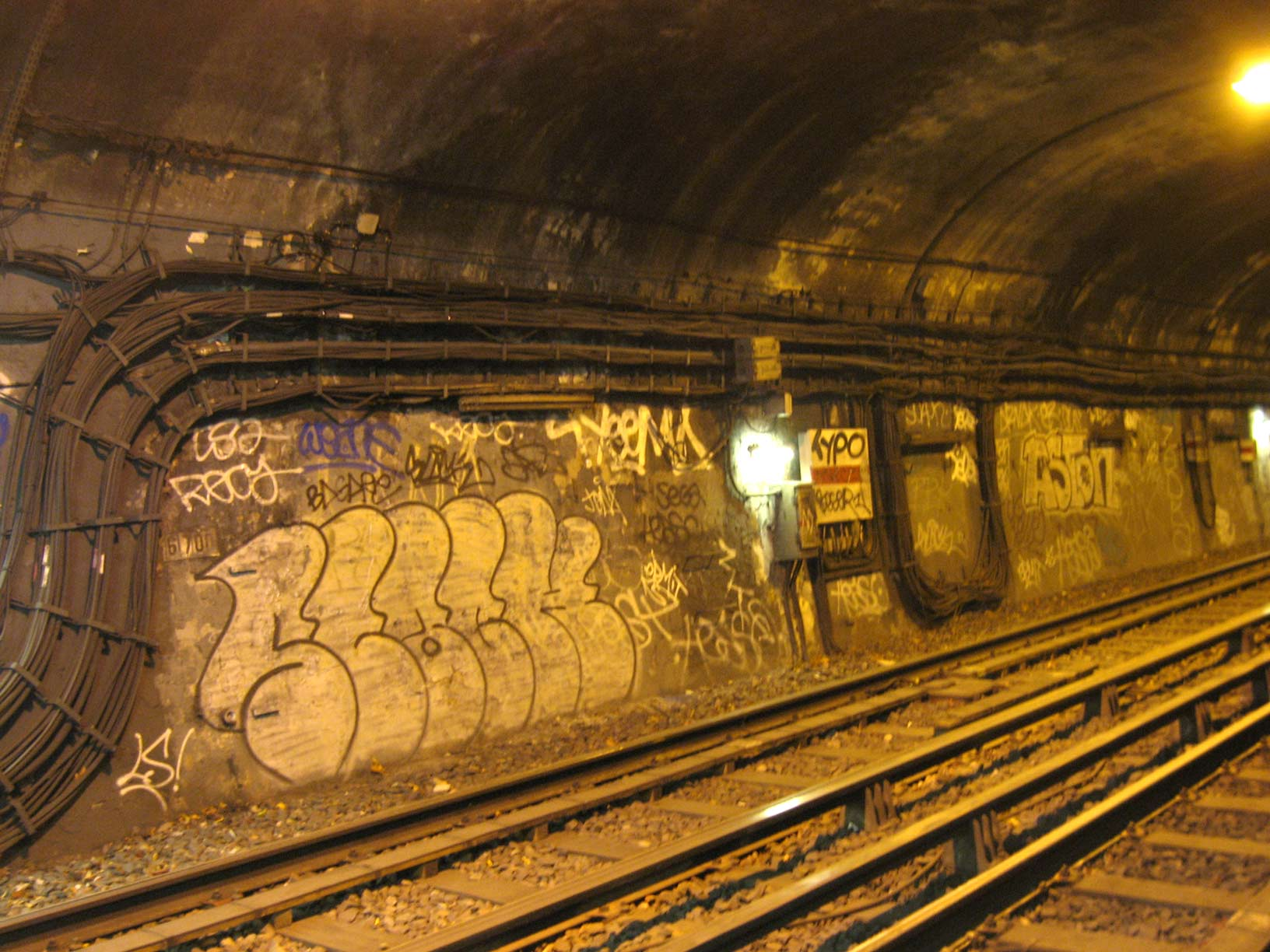
Le pareti di un tunnel del metrò, invase dai graffiti.

### Tasso di soddisfazione
Lo STIF ha stimato che il tasso di soddisfazione dell'utenza per la metropolitana si attesta all'87%, che è la cifra più elevata tra i mezzi di trasporto parigini. La RATP investe cifre consistenti per le certificazioni di qualità e per le opere di manutenzione alle infrastrutture (rimozione dei graffiti, riverniciatura dei treni...). Lo STIF a sua volta fissa di anno in anno degli obiettivi qualitativi da raggiungere (puntualità, pulizia, informazioni ai viaggiatori ecc.), applicando alla RATP la formula bonus/malus a seconda del raggiungimento o meno di tali obiettivi.

### Igiene
Nel giugno 2007 l'emittente televisiva Canal+ trasmise un documentario, basato su rapporti riservati della RATP, sugli alti tassi di inquinamento dell'aria nella metropolitana. In particolare si rilevarono alte concentrazioni di polveri sottili prodotti dalla molatura dei binari e dai freni dei treni. Le polemiche che ne scaturirono spinsero la RATP a presentare, il 22 giugno 2007, dei dati completi sull'inquinamento nelle gallerie.

### Criminalità
Il tasso degli atti criminali nel metrò in un decennio si è quasi dimezzato, attestandosi al 4% nel 2005 contro il 7% del 1991.
Ciononostante non è raro incontrare borseggiatori nelle stazioni, specie le più frequentate. A tale scopo talvolta vengono diffusi nelle stazioni dei messaggi vocali in più lingue, per mettere in guardia i passeggeri.
L'Observatoire national de la délinquance et des réponses pénales (Osservatorio nazionale della delinquenza e dei procedimenti penali - ONDRP) stimò nel 2007 circa 20.000 atti criminali, di cui 13.863 furti, 4.653 scippi e 117 atti di violenza sessuale. I furti semplici, nel 68% dei casi, hanno luogo nel centro della città (e riguardano perlopiù furti di cellulari, nel 40% dei casi), mentre gli atti di violenza si attestano al 22,1% in centro e nella periferia più interna, al 30% nella periferia più esterna. La linea 4 concentra su di sé il 17,5% di tutti i crimini commessi (e in particolare il 13,3% dei furti violenti e il 12,6% delle violenze gratuite). La linea 1 si attesta all'11,8%, la linea 5 segue al 10,3% e la linea 13 al 10,7%. Un terzo dei crimini avviene tra le ore 17 e le 21. Le aggressioni avvengono perlopiù tra le 21 e le 6 (19,2% dei furti con violenza e 19,1% delle violenze gratuite).
Studiando un campione di 6.500 persone, l'ONDRP ha stabilito che il 53,6% dei criminali sono uomini, percentuale che sale al 58,9% per i furti con violenza e al 73,4% per le violenze gratuite. Il 46,4% dei criminali ha meno di 30 anni, il 7,1% è minorenne. L'età media delle vittime è di 31 anni.

### Movimenti sociali
Data la grande importanza del metrò per la mobilità parigina, gli scioperi del personale di servizio hanno spesso effetti devastanti sulla città e sul suo retroterra. Paradossalmente gli scioperi generali (che per legge devono essere preannunciati per tempo) sono un problema relativamente minore, rispetto agli scioperi selvaggi, che possono anche essere causati da un'aggressione a un addetto, e per i quali non esiste preavviso all'utenza. In media nel 2008 un membro del personale scioperava 0,18 giorni all'anno.

## Incidenti

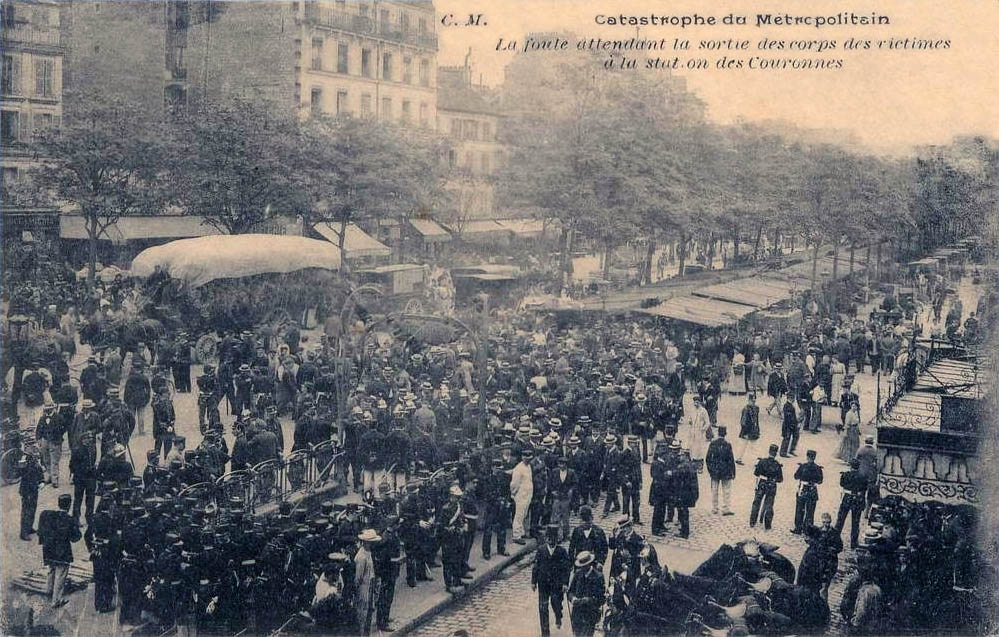
La folla radunata all'ingresso della stazione Couronnes il 10 agosto 1903, pochi attimi dopo il grave incidente.

La metropolitana di Parigi ha avuto nella sua storia pochissimi incidenti. Il più grave risale agli inizi del servizio:
- il 10 agosto 1903, il primo disastro: 84 asfissiati nell'incendio della stazione di Couronnes;
- il 23 aprile 1930, una collisione a Porte de Versailles provoca due morti;
- il 10 gennaio 1963, un'altra collisione a Porte de Versailles provoca 40 feriti;
- il 30 ottobre 1973, un deragliamento a Louis Blanc provoca 19 feriti;
- il 25 novembre 1976, una collisione a Opera provoca 33 feriti;
- il 6 febbraio 1981, una collisione a Nation provoca un morto (il conducente);
- il 18 novembre 1996, un deragliamento a Charles de Gaulle-Étoile provoca due feriti;
- il 30 agosto 2000, un deragliamento a Notre-Dame de Lorette provoca 24 feriti;
- il 6 agosto 2005, un incendio a Simplon intossica leggermente 19 persone;
- il 29 luglio 2007, un incendio provoca l'arresto di una vettura della linea 13, tra le stazioni Invalides e Varenne. Quindici persone vengono intossicate.

### Suicidi e incidenti a persone
I casi di suicidio o di morti accidentali di persone per caduta sui binari (con conseguenti traumi, folgorazioni o investimenti) sono piuttosto comuni e provocano gravi rallentamenti e disservizi su tutta la rete. Secondo il municipio di Parigi, un incidente su due che capita sul metrò è causato dalla presenza di persone sui binari, mentre la media dei suicidi (tentati o riusciti) si attesta a due alla settimana. Questi dati drammatici hanno spinto la RATP a installare (per ora solo sulle linee automatiche e poche altre tratte) delle porte sulle banchine, parallele ai binari, apribili solo in presenza di un treno.
Secondo la RATP, i tentati suicidi sulla rete metropolitana nel 2008 sono stati 195. Sulla linea 4, sono state scavate fosse anti-suicidi sotto i binari, per ridurre i rischi di investimento.